# جامع الجزائر

جَامعُ الجزائر هو مركزٌ دينيّ، عِلمي، ثقافي وسياحِي، يقع في مدينة الجزائر عاصمة الجُمهُورِيَّة الجَزائِرِيَّة الدِّيمُقرَاطِيَّة الشَّعبِيَّة، تم الانتهاء من بنائه في أبريل 2019. ويعد أكبر مسجد في أفريقيا، وسابع أكبر مسجد في العالم بعد الحرَمين الشريفَين بمكة المُكرّمَة والمدينَةِ المنوّرَة.
ويُعدّ جامع الجزائر معلماً حضاريّا، بِهندسته الفَريدة، التي تمزج بين العِمارة الإسلاميّة ذات الطابع المغَاربيّ الأندلسيّ، وأحدث ابْتكارات الهندسة والبِناء في العالم، وقد حقّق عدّةَ أرقامٍ قيَاسيةٍ عالميةٍ في مجال البناء. فاز الجامع بجائزة دولية لأفضل تصميم معماري لعام 2021 مقدمة من متحف شيكاغو الأمريكي للهندسة المعمارية والمركز الأوروبي للفنون المعمارية.
تبلغُ مساحة جامع الجزائر 400.000 متر مربّع، يضمّ مسجِدا رئيسيًا يسع لـ 32000 مصلٍ، وتصلُ طاقة استيعابِه إلى  120,000 مصلٍ عند احتساب الصحن والساحات الخارجيّة. تبلغ مساحة قاعة الصلاة بجامع الجزائر تبلغ 22,000 متر مربع، ويبلغ قُطر قبته 50 مترا، وقد فُرِش الجامع  بــ 27,000 متر مربع من السجّاد الفاخر المصنوعِ محليّا، وتزيَّنت الحوافّ العلويّة لجدرانه بـ  6,000 متر من الزّخارف المكتوبة بمختلف خطوط الخط العربي.
أُفتُتِح جامع الجزائر رسميًا في 25 فبراير 2024 بحضور الرئيس عبد المجيد تبون، حيث نُصب الشيخ محمد المأمون القاسمي الحسيني عميداً للجامع، برتبة وزير دولة. وتشرف على إدارة شؤون الجامع هيئة تُعرف بـ "عمادة جامع الجزائر"، وهي هيئة تابعة لرئاسة الجمهورية الجزائرية.

## الموقع
يقع جامع الجزائر في موقع استراتيجي على خليج مدينة الجزائر، عاصمة الجمهورية. يطل من الجهة الشمالية على البحر الأبيض المتوسط، ويجاور وادي الحراش من الجهة الغربية. يبعد نحو 10 كيلومترات شرقًا عن وسط المدينة القديم، وحوالي 11 كيلومترًا عن مطار الجزائر الدولي.
يقع جامع الجزائر في موقع استراتيجي على خليج مدينة الجزائر،عاصمة الجمهورية. يطل من الجهة الشمالية على البحر الأبيض المتوسط، ويجاوروادي الحراش من الجهة الغربية. يبعد نحو  10كيلومترات شرقًا عن وسط المدينة القديم،  وحوالي 11 كيلومترًا عن  مطار الجزائر الدولي.

## تاريخ
كانت الجزائر تدرس مشروع إنشاء جامع كبير منذ عام 1962م، وهو العام الذي نالت فيه استقلالها عن الاحتلال الفرنسي. يقع هذا الصرح الحضاري في قلب مدينة الجزائر، على ضفاف البحرالأبيض المتوسط،  وتحديدًا في الموقع الذي كان يُعرف خلال فترة  الاستعمار الفرنسي “لافيجري”، نسبة إلى الكاردينال الفرنسي شارل لافيجري (1825- 1892)، أحد أبرز المبشرين الكاثوليك في القرن التاسع عشر، والذي قاد حركة تنصير في الجزائر خلال تلك الحقبة.
لم يكن لافيجري مجرد مبشر ديني، عاديا، بل كان يُعرف بلقبه "جاثليق إفريقيا"، وكان شخصية ذات نفوذ كبير لدىالفاتيكان، حيث عيّنه البابا بيوس التاسع مندوبًا للإرساليات التنصيرية في الصحراء الكبرى، قبل أن يمتد نشاطه إلى مناطق أخرى من إفريقيا جنوب الصحراء.
وقد عمد المستعمر إلى مساعدة "شارل لافيجري" في بناء مدرسة تكون مصدرا لنشر النصرانية وطمس الهوية الإسلامية، ليس في الجزائر فحسب بل في كامل عموم إفريقيا، لكن مع بزوغ فجر الاستقلال تخلصت الجزائر من كل ذلك وبدأت بتغيير اسم المنطقة التي ظلّت تحمل اسم "لافيجري" وتحويلها إلى تسمية ترمز لأكبر رموز الإسلام سيد الخلق محمد صلى الله عليه وسلم، واختير لها من الأسماء “المحمدية”، كما فكر رواد الساسة والنخبة الثقافية والدينية، بجعلها منارة للإسلام وتحصين المرجعية الدينية للشعب الجزائري، والتي أرادت سلطات الاحتلال الفرنسي ضربها وطمس هويتها من هذا المكان، الذي تحول بعد عقود من الاستقلال إلى مركز للإشعاع الإسلامي.

## رسالة جامع الجزائر
جامع الجزائر مركز إشعاع روحيّ، وصرح دينيّ وعلميّ وثقافيّ وسياحيّ بامتياز، يلخّص جماليّة التّصميم المعماريّ المتميّز بطرازه العصريّ، القائم على الإبداع التكنولوجيّ.
يساهم الجامع في تحقيق الأهداف التالية:
- خدمة القرآن الكريم والسنّة النّبويّة الشّريفة، والإسهام في إحياء الشّعائر الدّينيّة.
- المساهمة في تعزيز الشّبكة الوطنيّة للمساجد عن طريق ترقية الخطاب الدّينيّ المرجعيّ.
- التّعريف بالقيم الأصيلة للإسلام، لا سيما تلك المتعلّقة: بالتّسامح، والوسطيّة، والاعتدال، ونشر ثقافة العيش معا بسلام.
- ترقية حوار الحضارات، وإرساء روابط متينة على المستوى الدّولي، وتبادل البعثات ذات الصلة بمجال نشاطه.
- إحداث تأثير دينيّ علميّ على الصّعيدين الوطنيّ والدّوليّ.
- ترقية منظومة التّكوين الجامعيّ ذات المستوى العالي، ودعم البحث والدّراسات المتخصّصة في المجال الدينيّ.
- تطوير السّياحة الدّينيّة وتشجيعها.

ويضُمُّ الجامع مجموعة من المرافقِ هي:
- دار القرآن: وهي مدرسة عليا لدراسات الدّكتوراه وتكوين العلماء فــي تخصّصات علوم الدّين والشّرِيعة، والعِمارة الإِسلاميّة،
- مكتبةٌ جامع الجزائر: موجهة لمرافقة الباحثين والطلبة في مختلف هذه التخصُّصَات العلمية قوامها مليون كتاب.
- المركزُ الثقافي: يضُمُّ مجموعةً من القاعات الفَخمة للمؤتمرات والنّدوات والمعارض الفنيّة والمشغولات اليدوية.
- منارة جامع الجزائر: وهي الأعلى في العالم لبلوغها ارتفاع 265 متر في السماء، تضم: مُتحفُ الحضارة، ومركزُ البحوثِ والدراساتِ الإسلامية، وهما هيئتان متكاملتان تؤَدّيان رسالة حضاريّة للأمّة الإسلاميّة قاطبة.
- الحدائق والمساحات الخضراء.

## الافتتاح الرسمي
تم افتتاح القاعة الرئيسية بجامع الجزائر مساء الأربعاء 28 أكتوبر 2020، بمناسبة الاحتفال بذكرى المولد النبوي وأقيمت فيه أول صلاة جماعية تمثلت في صلاة المغرب وصلاة العشاء، وسط حضور رسمي على غرار الوزير الأول وأعضاء حكومته، إضافة لكبار المسؤولين في الدولة، وشخصيات دينية وسفراء دول منظمة التعاون الإسلامي، وعلى إثر ذلك تم تكريم الطلاب حفظة القرآن.
تم الاقتصار حينها على فتح قاعة الصلاة فقط دون المرافق الأخرى بسب الحالة المتعلقة بجائحة فيروس كورونا. أما التدشين الرسمي لجامع الجزائر فكان يوم الأحد 25 فبراير 2024 ميلادي، الموافق 15 شعبان 1445 هجري، بحضور وإشراف رئيس الجمهورية، عبد المجيد تبون. وكان في استقبال رئيس الجمهورية عند مدخل الجامع، كل من عميد جامع الجزائر، الشيخ محمد مأمون القاسمي الحسني، وزير الشؤون الدينية والأوقاف، السيد يوسف بلمهدي، ووزير السكن والعمران والمدينة، السيد محمد طارق بلعريبي. وقد أخذ رئيس الجمهورية صورة تذكارية مع ضيوف الجزائر من علماء وأئمة ومشايخ من العالم الإسلامي. وتابع رئيس الجمهورية بالقاعة الشرفية للجامع شريطا وثائقيا وتلقى شروحات وافية حول مختلف مرافق وهياكل هذا الصرح الحضاري والديني. وبعدها، قام رئيس الجمهورية بزيارة كافة هياكل الجامع، حيث عاين متحف الحضارة الإسلامية وتوقف عند كل من المركز الثقافي لمعاينة قاعة المحاضرات والمكتبة ثم المدرسة العليا للعلوم الإسلامية "دار القرآن" التي عاين بها أقسام الدراسة والمخابر. وأختتم رئيس الجمهورية زيارته إلى الجامع بأداء صلاة الظهر رفقة الوفد المرافق له الذي ضم مسؤولين سامين في الدولة وأعضاء من الحكومة، الى جانب علماء وأئمة وشيوخ زوايا وشخصيات فكرية ودينية مرموقة من العالم الإسلامي.

## تكلفة المشروع
قدرت تكلفة المشروع بما يقارب 1.4 مليار دولار، لذا ومع مشروع بهذا الحجم اشترطت الحكومة الجزائرية على الشركات التي تقدمت لمناقصة بناء هذا المشروع أن يكون لديها موظفين مثبتين يفوق عددهم 2,000 شخص من مهندسين وفنيين وإداريين، بجانب أن يفوق دوران رأس مالها السنوي أكثر من مليار يورو. وبالفعل تقدم لهذه المناقصة 24 شركة من مختلف أنحاء العالم، منها 3 دول عربية هي مصر ولبنان وتونس، فضلاً عن ثلاث شركات جزائرية، وباقي الشركات من ألمانيا وفرنسا وإيطاليا وكندا وإسبانيا وكوريا الشمالية والصين.
رست المناقصة على شركة البناء الحكومية الصينية (CSCEC) لبناء مسجد الجزائر. بدأت أولى عمليات صب الأساسات الخرسانية في 16 أغسطس 2012 ، بعد حفل تدشين العمل. كان من المقرر أن يولّد البناء 17000 فرصة عمل بين العمال الصينيين (10000) والجزائريين (7000)
في 7 سبتمبر 2020، صرح وزير المالية، أيمن بن عبد الرحمان، بأن التكلفة الإجمالية لإنجاز جامع الجزائر الأعظم، الذي سيتم تدشينه خلال الفاتح نوفمبر المقبل، 898 مليون أورو (أكثر من مليار دولار بقليل).

### الجيولوجيا
جامع الجزائر مبني فوق أرضية جيولوجية مليئة بالرواسب السطحية ذات نشاط زلزالي عالٍ، وتقع على الضفة الشرقية لواد الحراش وبالقرب من شاطئ خليج الجزائر العاصمة، ولكن الصخور الرسوبية للمنطقة تساعد على ضمان جدوى المشروع، الشرفة النهرية، والتي تقع على المنحدر الشرقي من واد الحراش، تتكون من الطمي أودعتها الأودية التي تصب في البحر المتوسط. وهذا العمق الضعيف أعطى الاتساق لأساسات المسجد ومئذنته العالية، وإعطاء درجة الحرية للعوازل الزلزالية التي تحمي مباني هذا المجمع الإسلامي.

## معرض الصور

صور مختارة
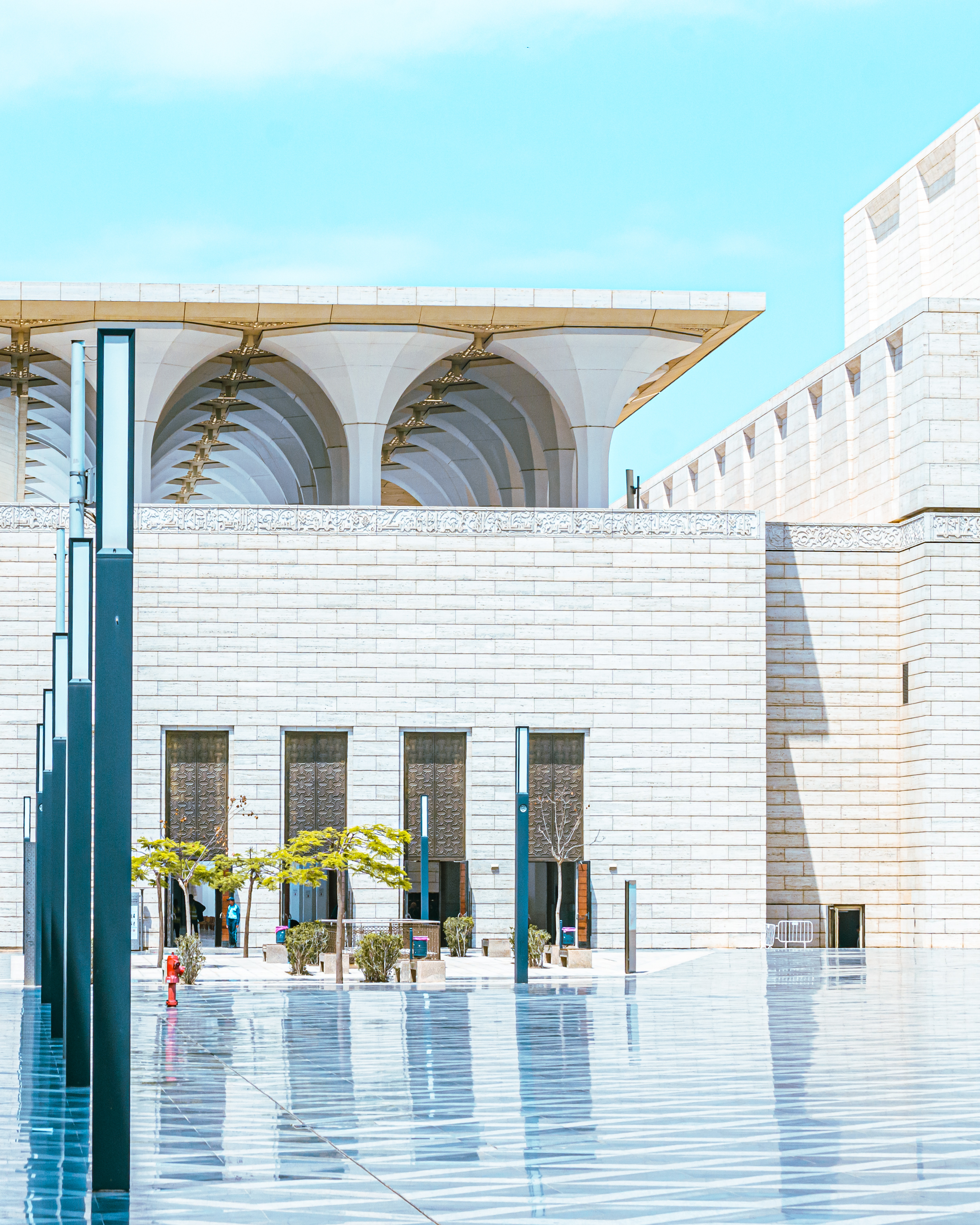
ساحة الجامع
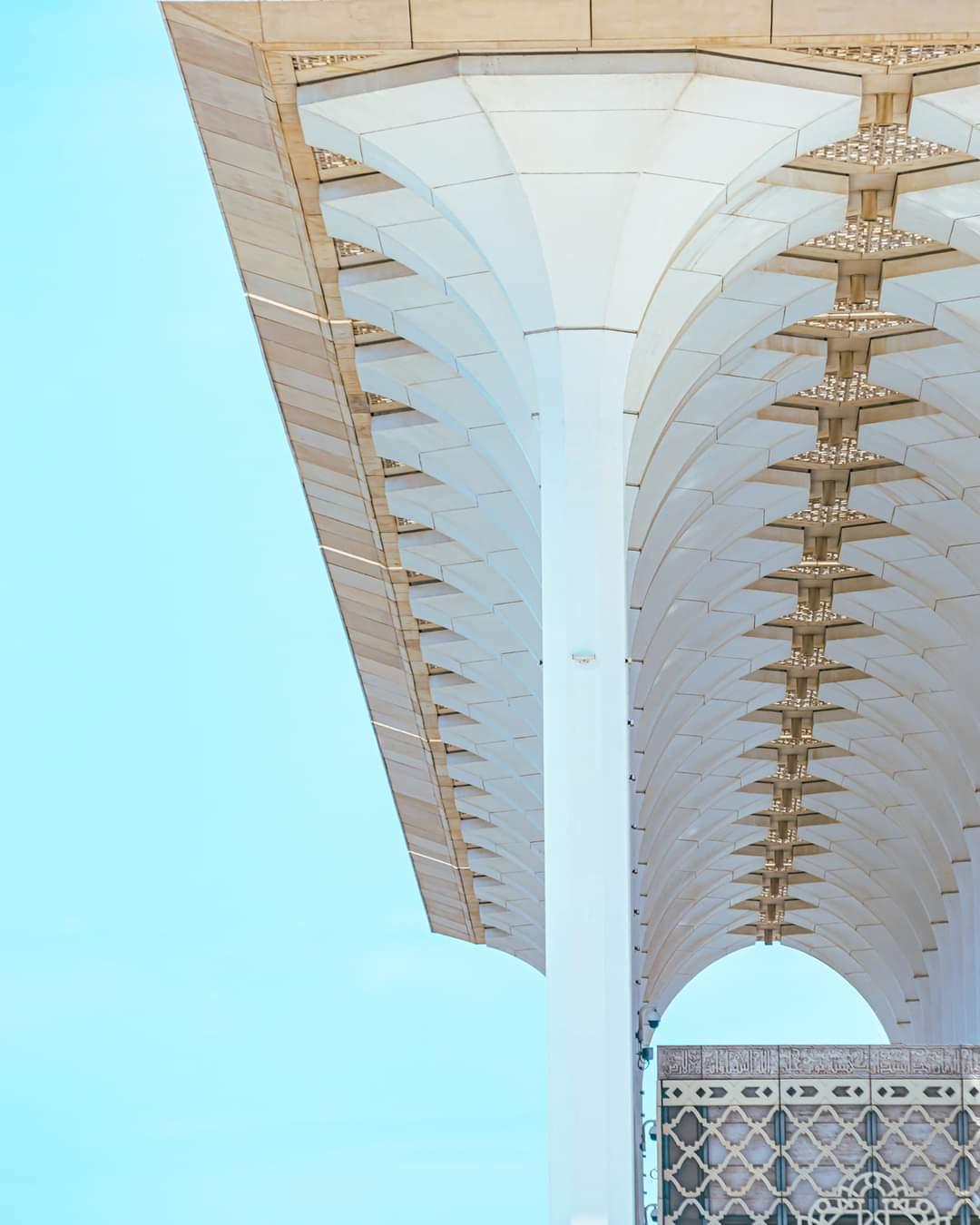
أعمدة الجامع
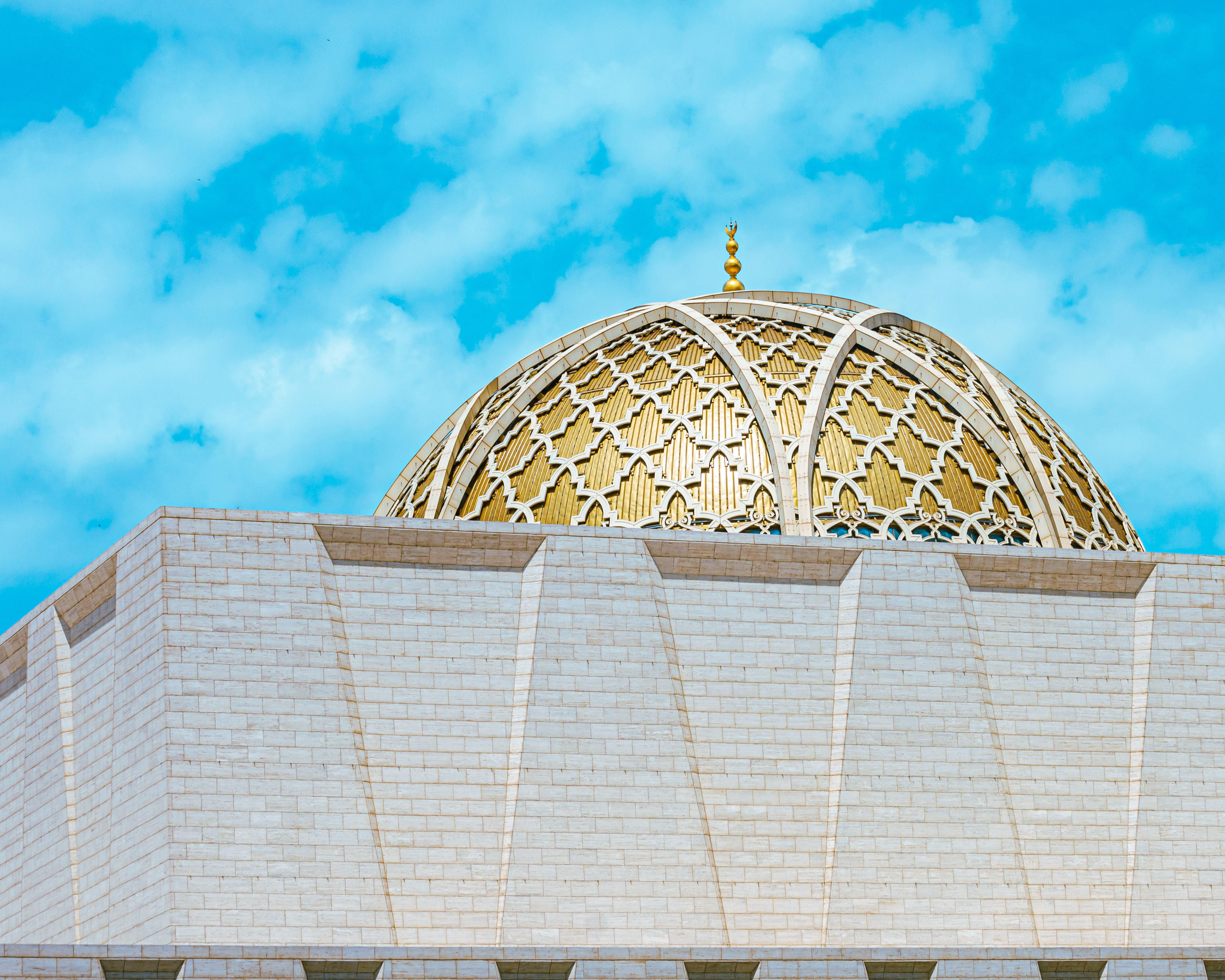
القبة الذهبية للجامع بقطر 50 متر
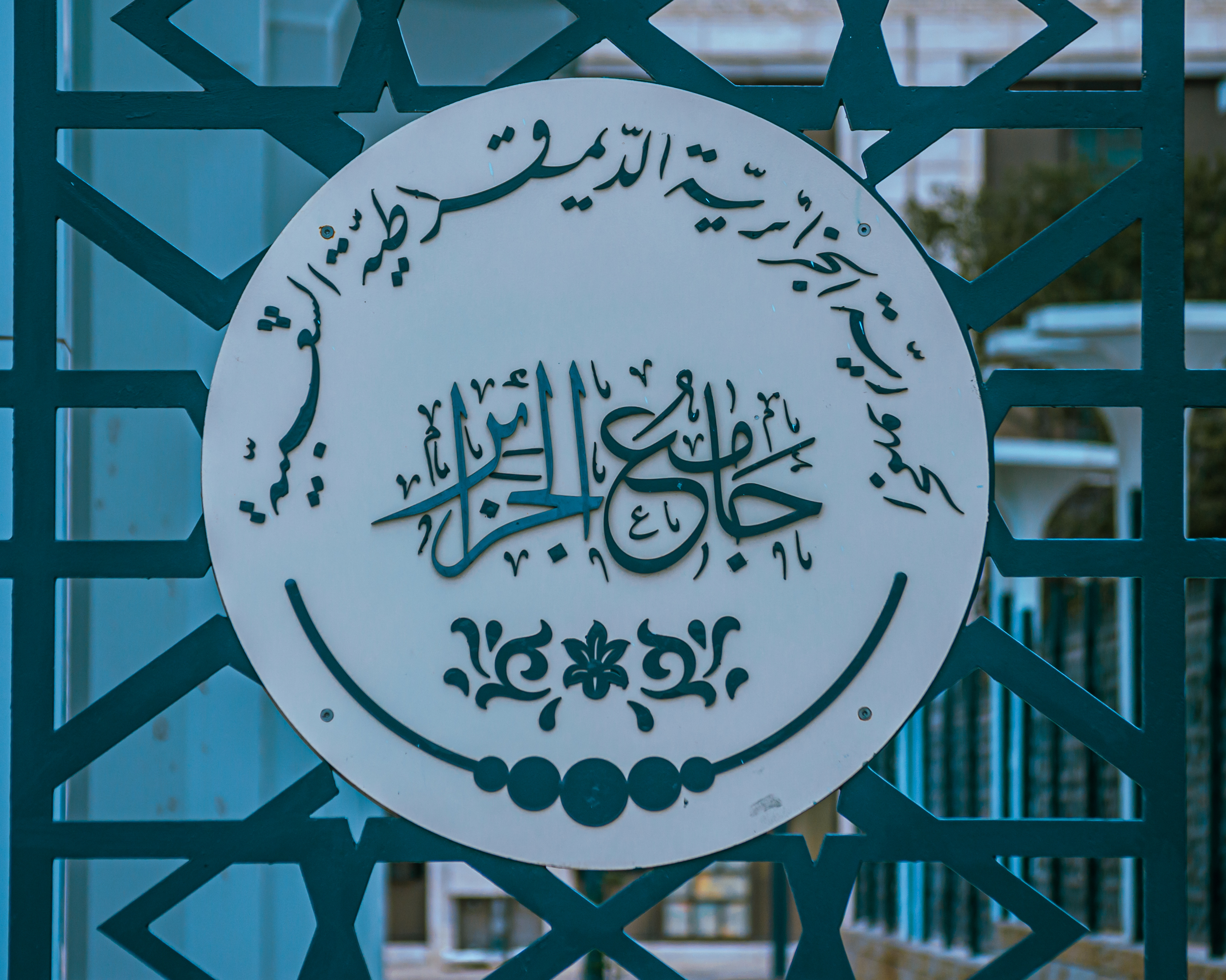
شعار المسجد بالخط العربي
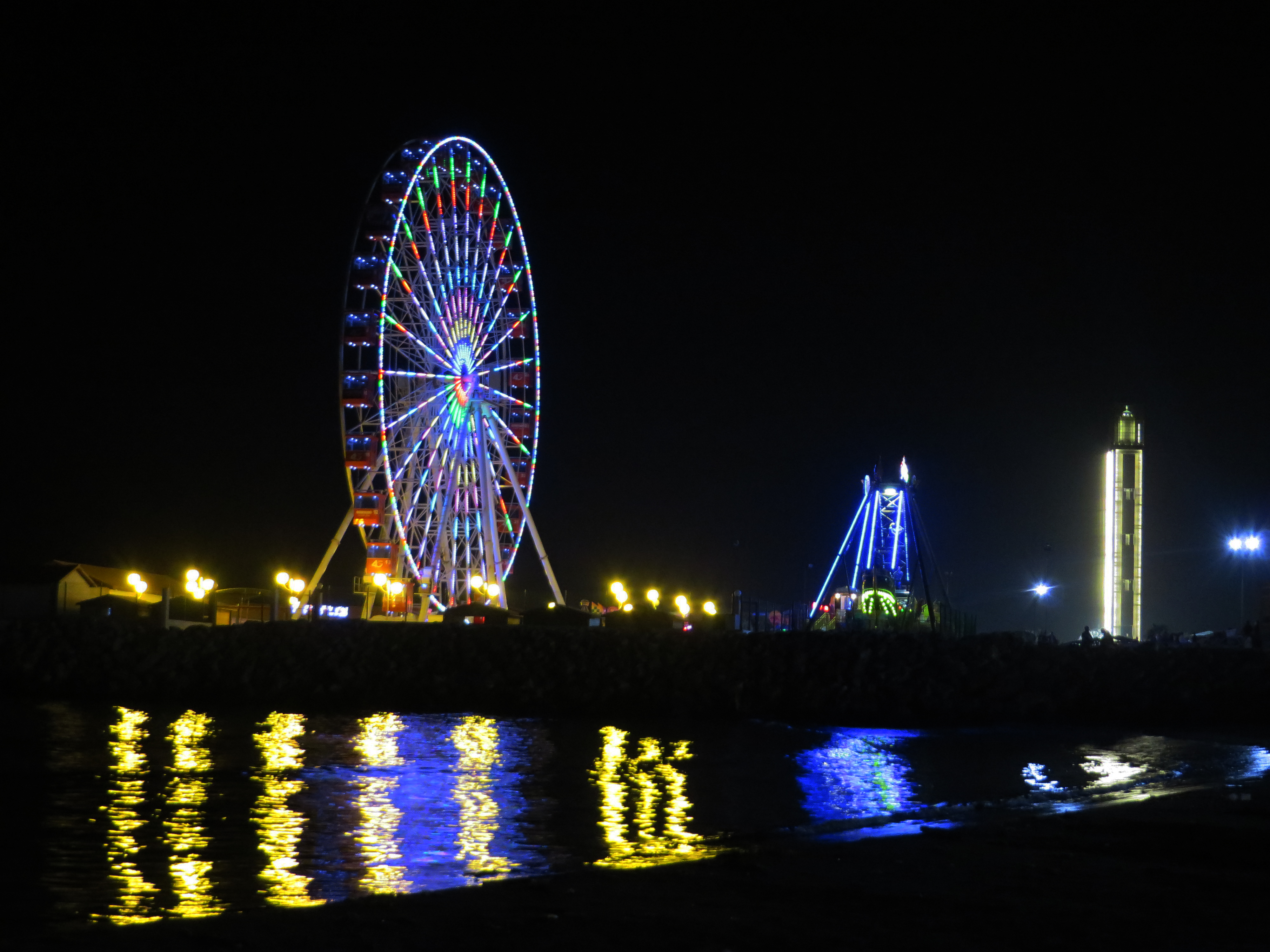
صورة مئذنة المسجد
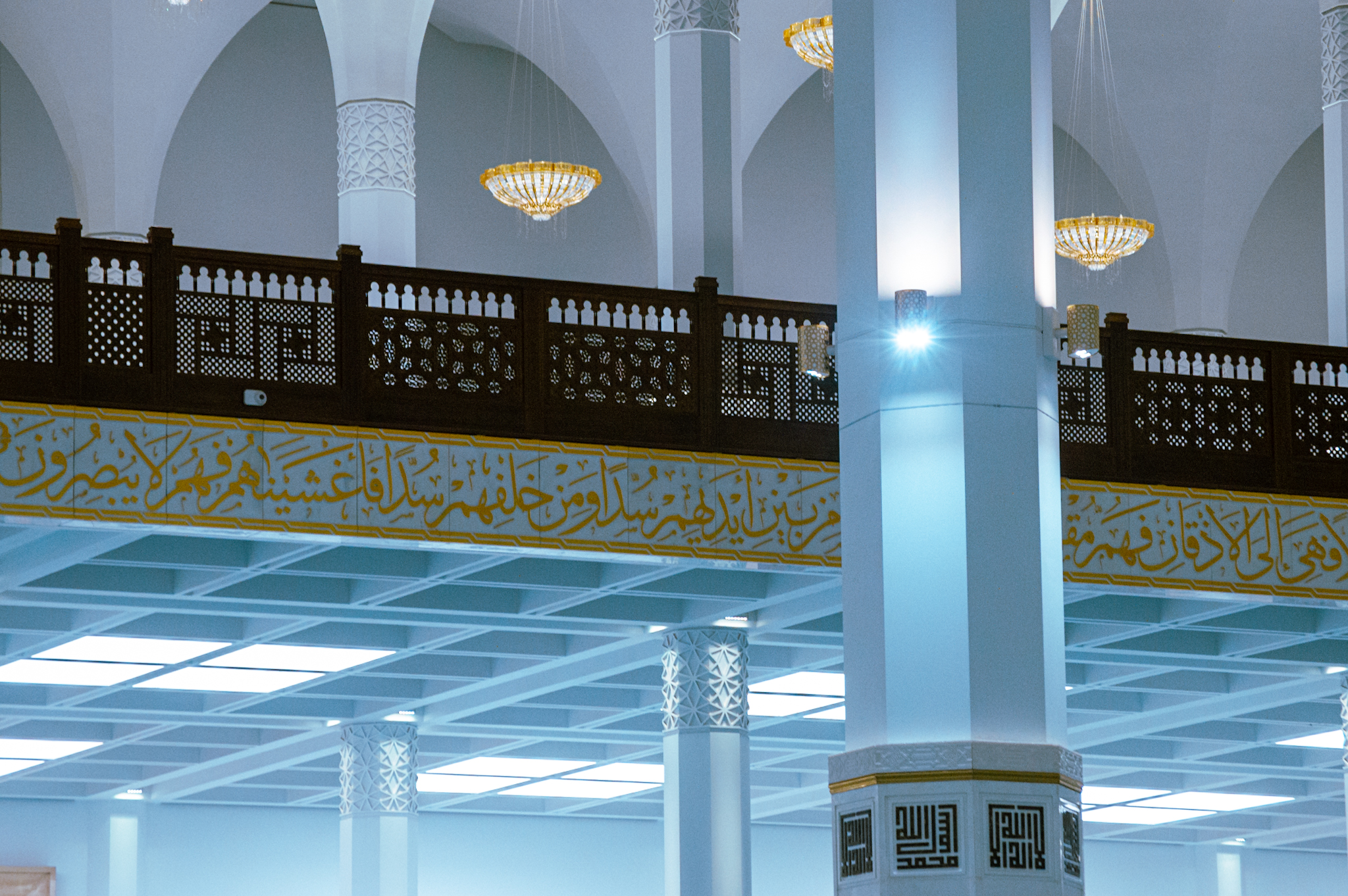
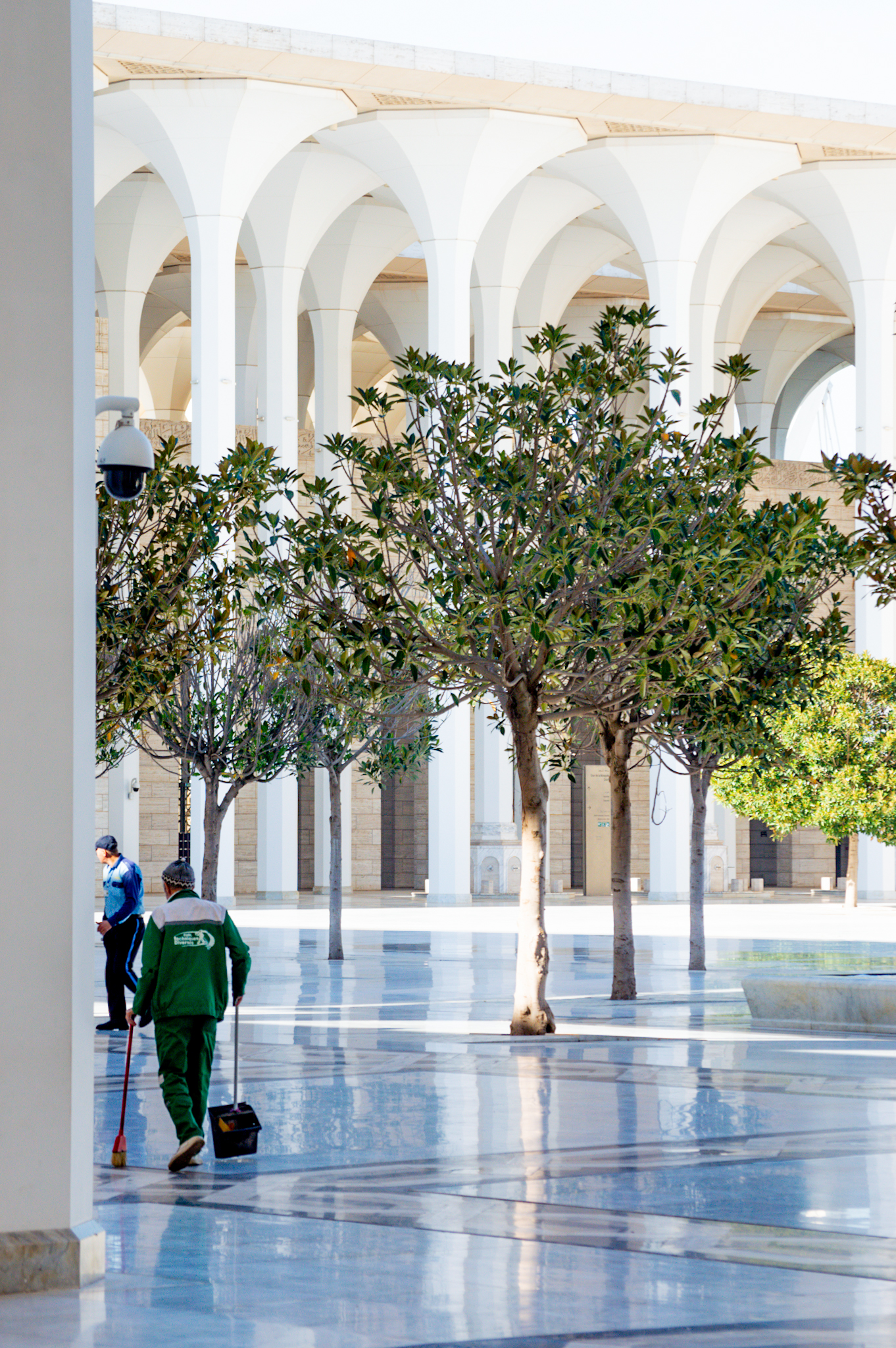
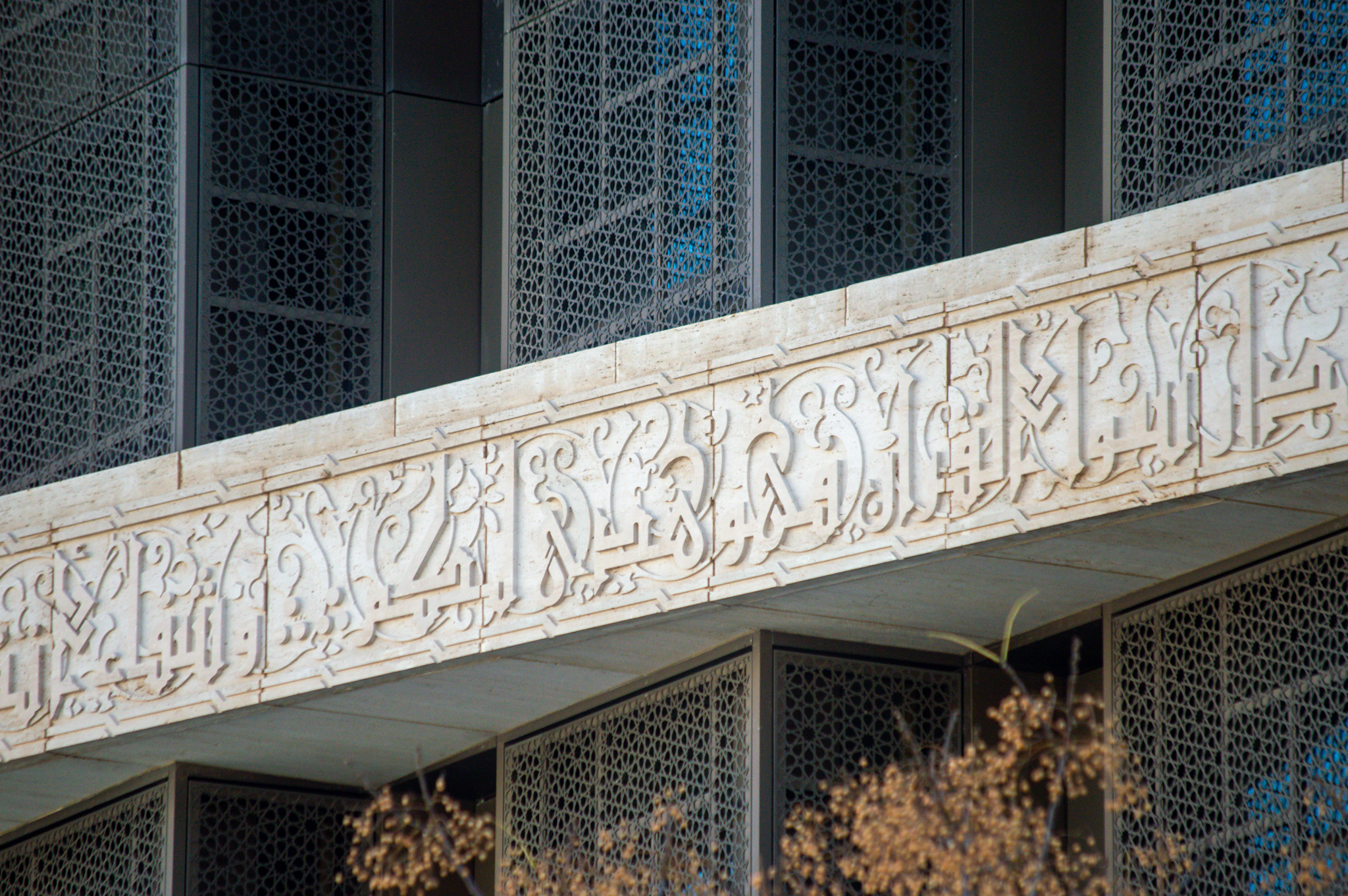
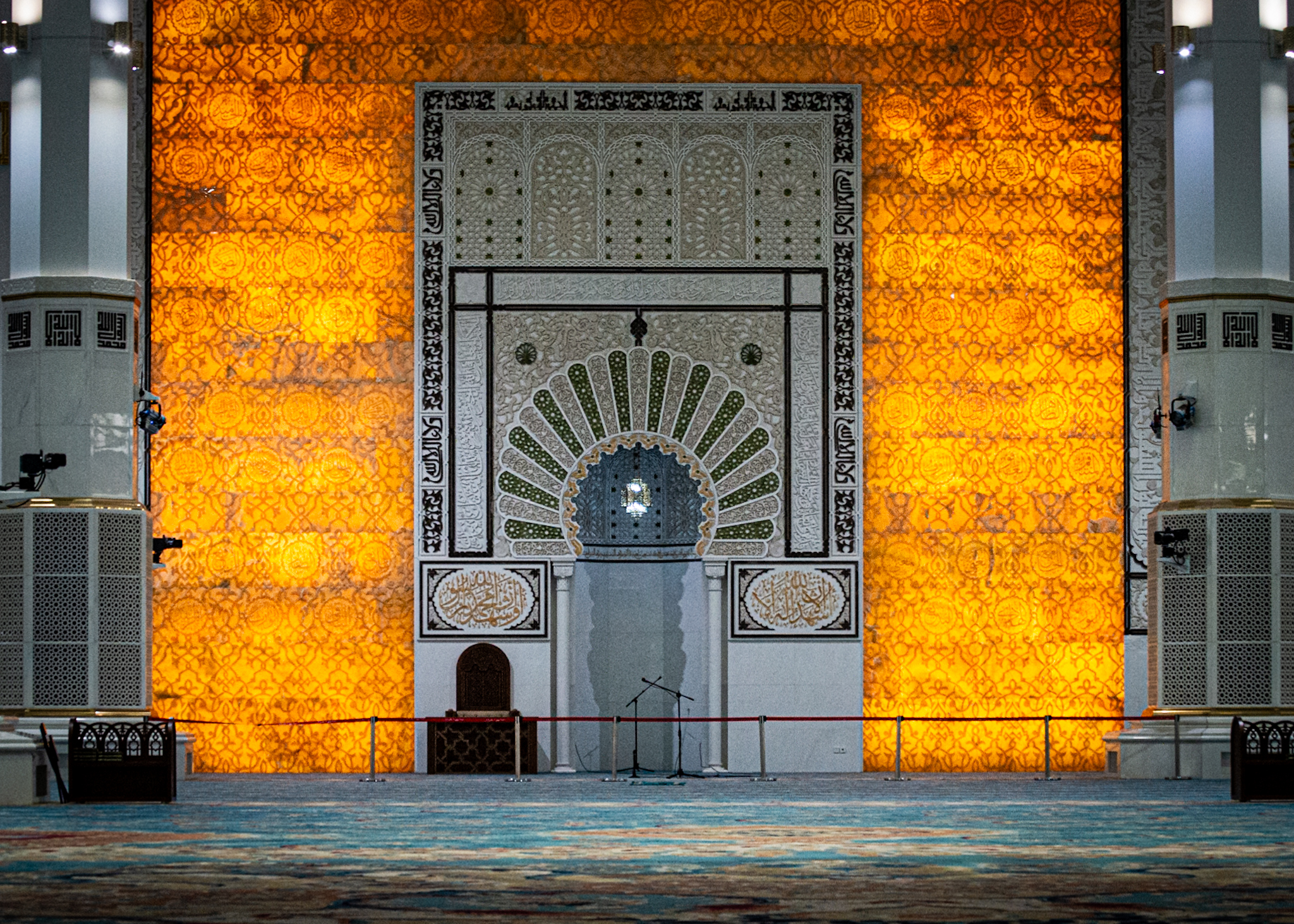
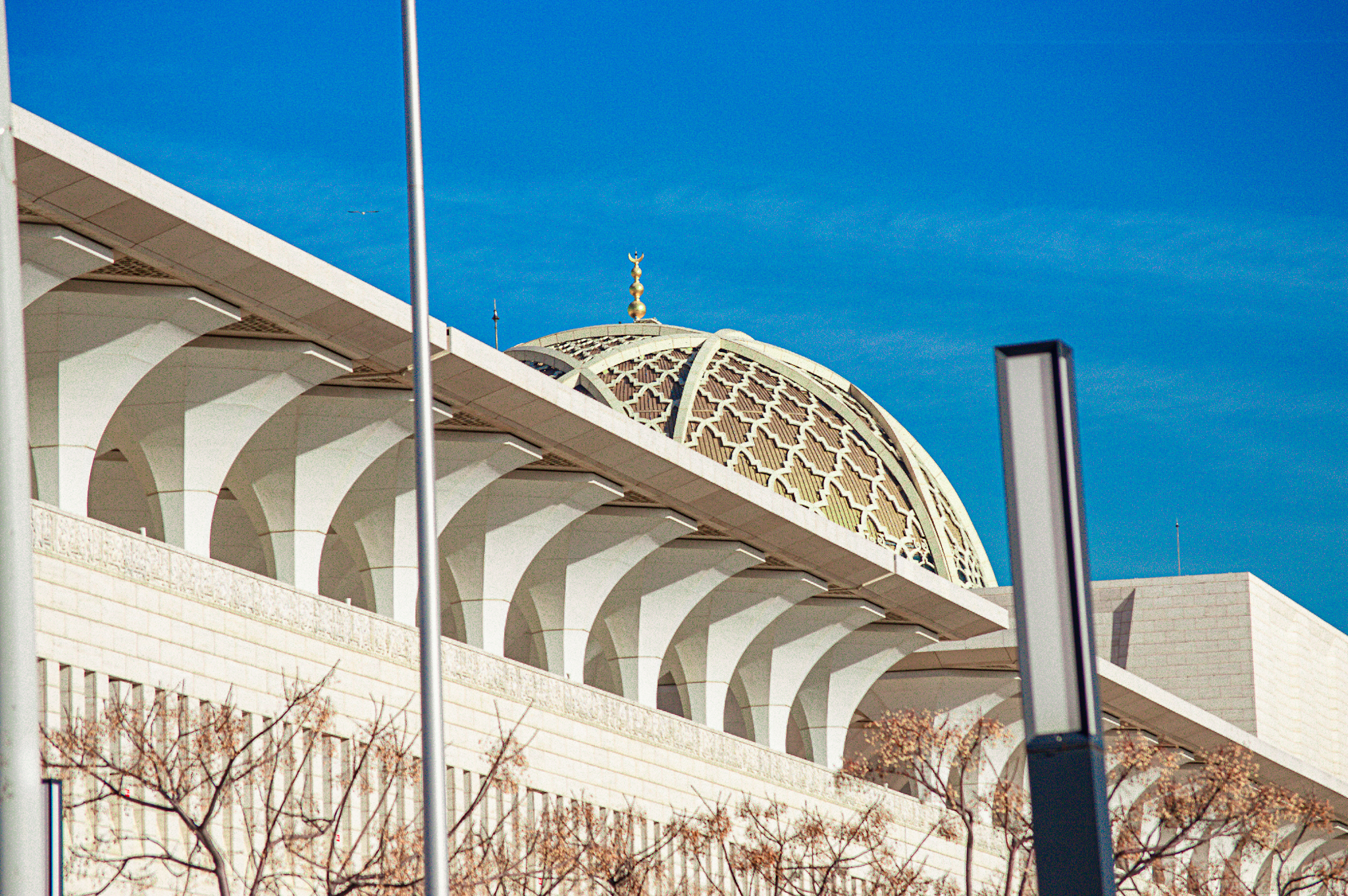
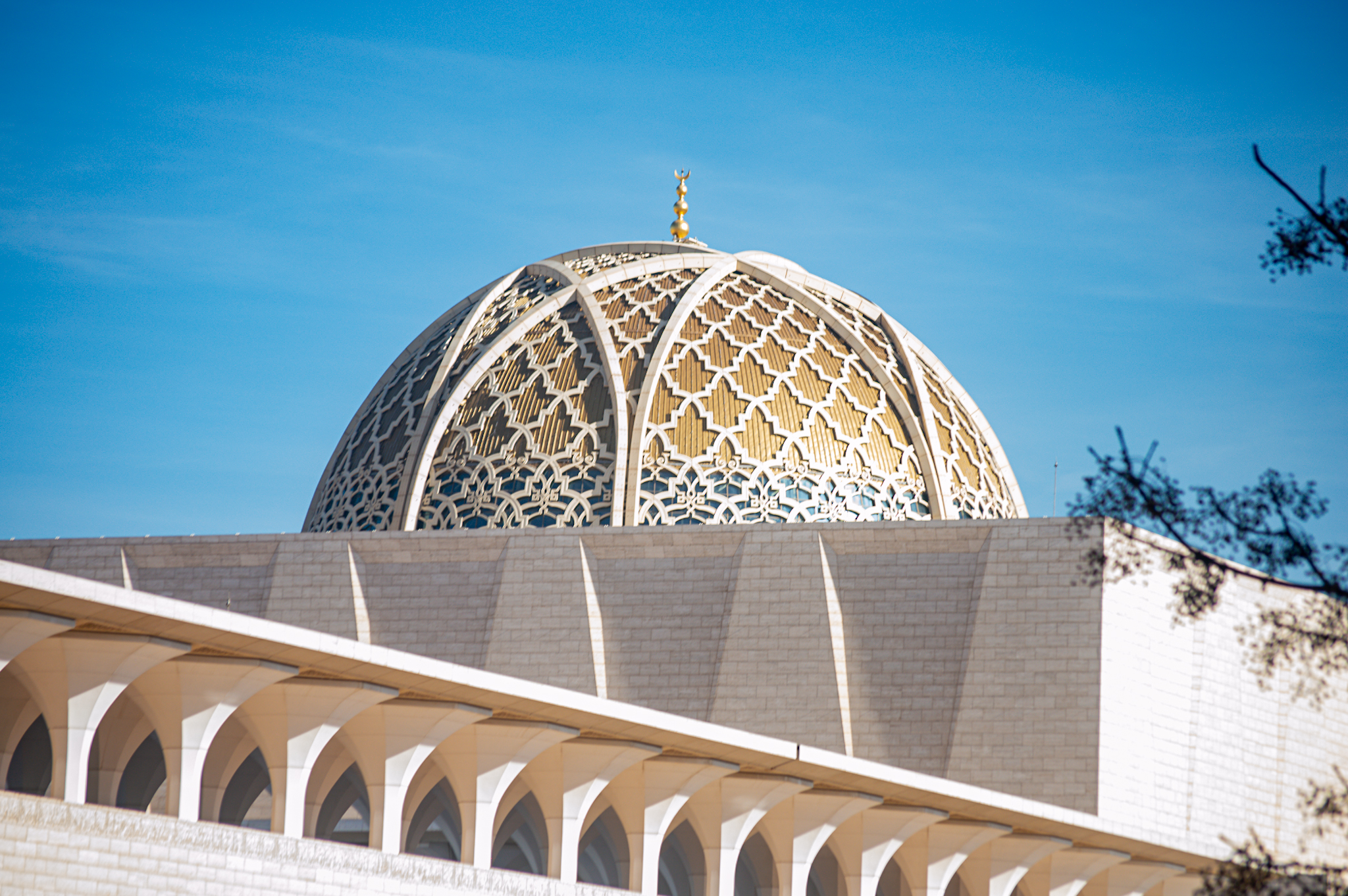
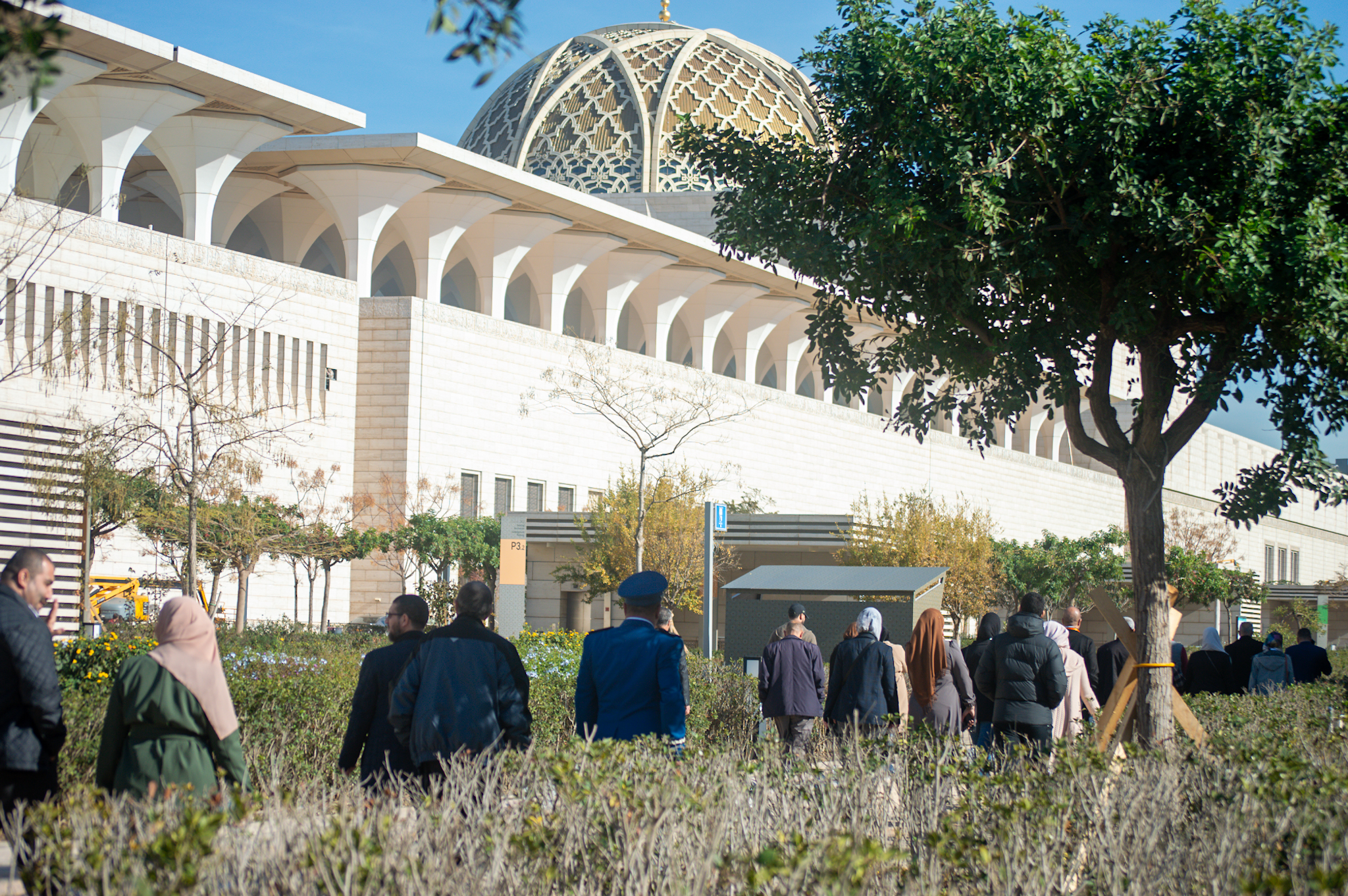
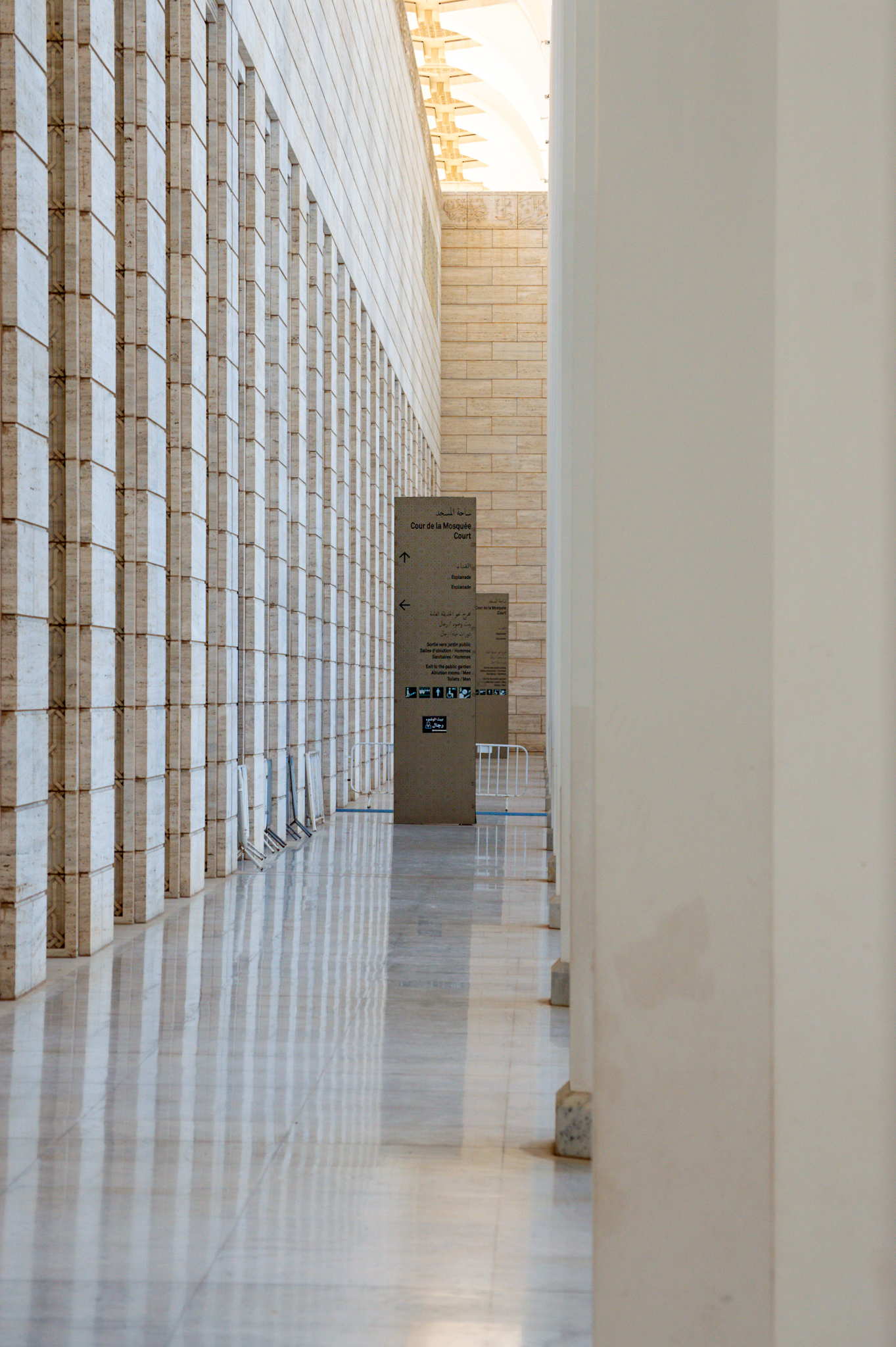
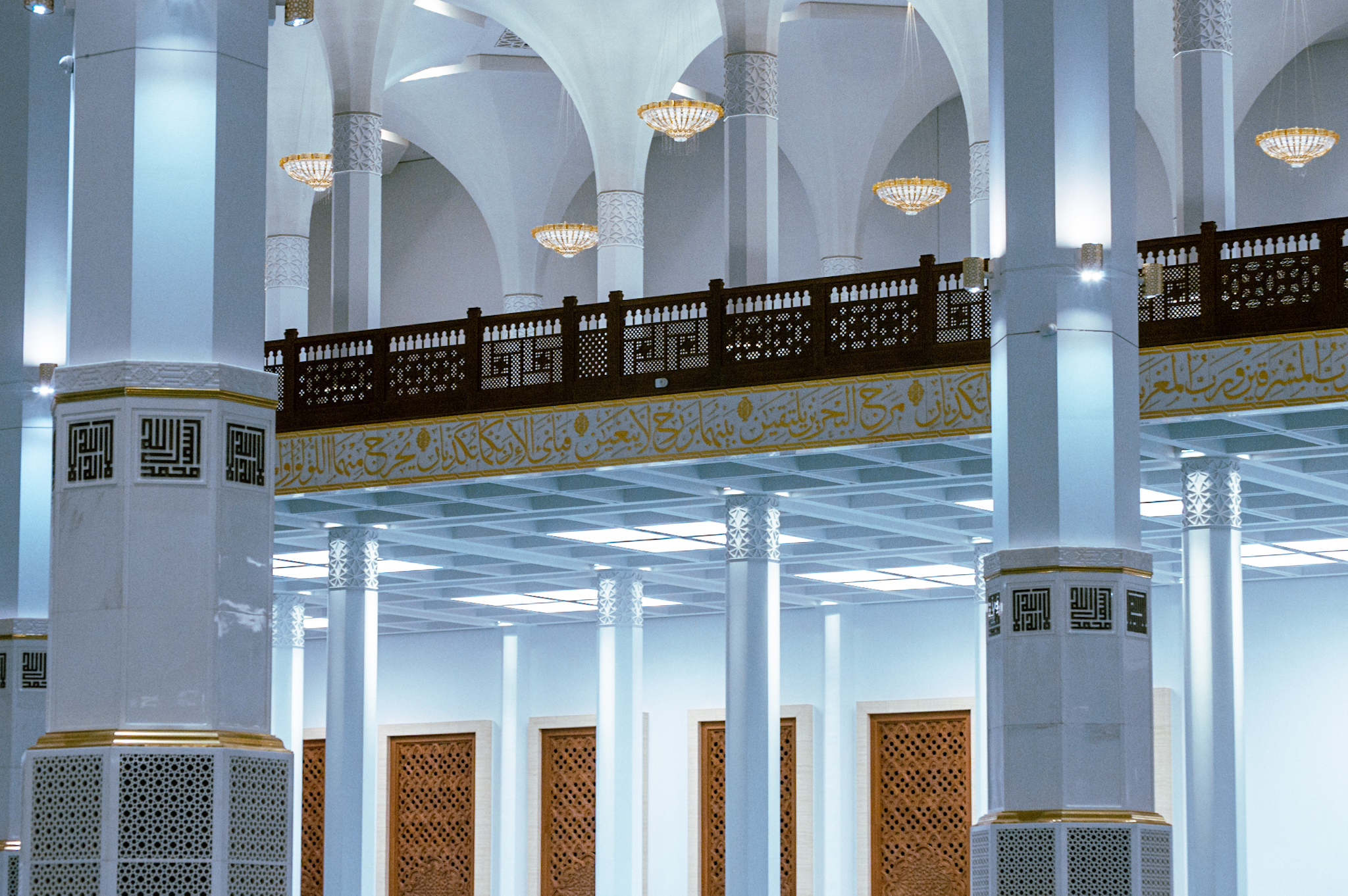
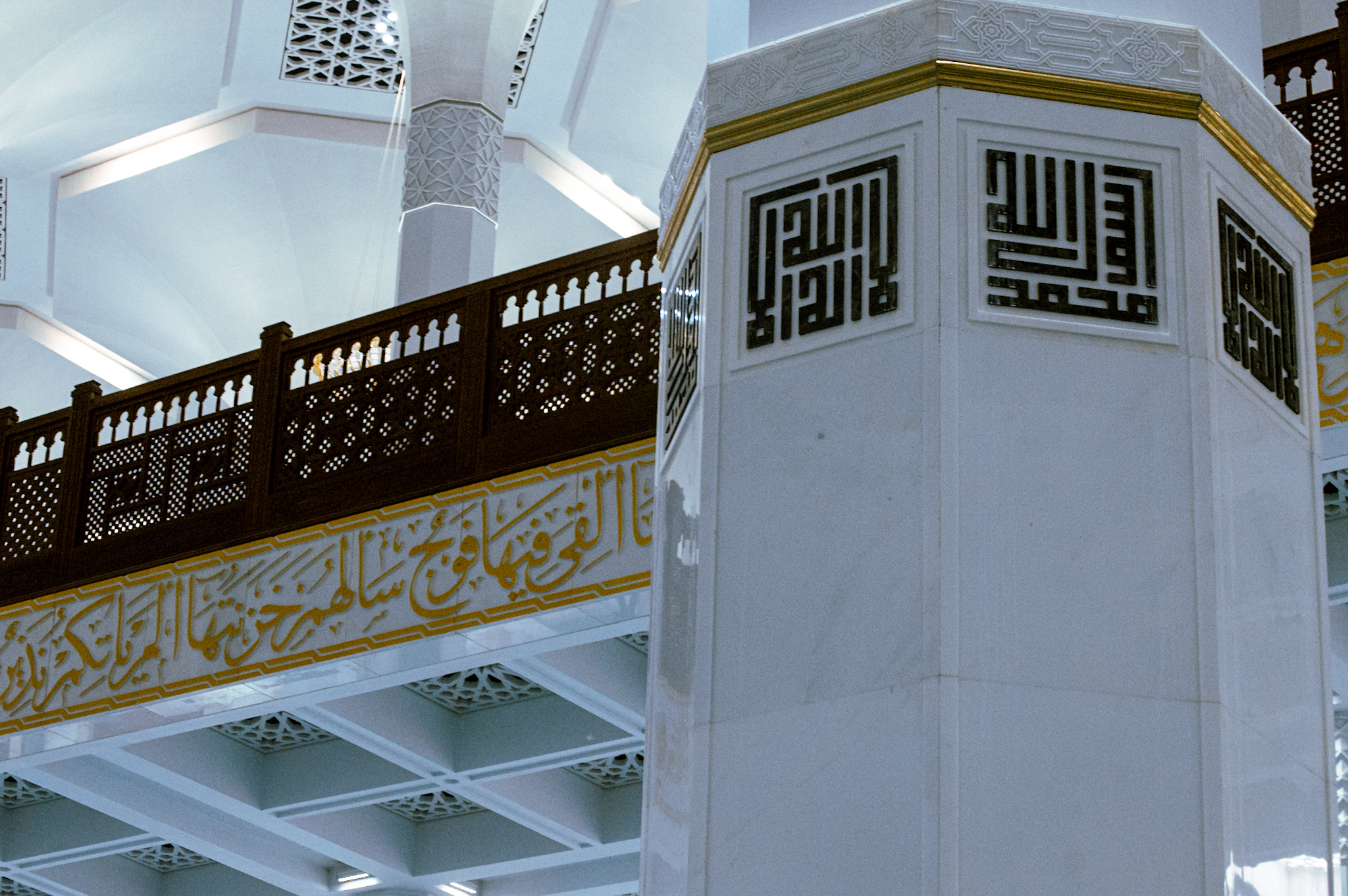
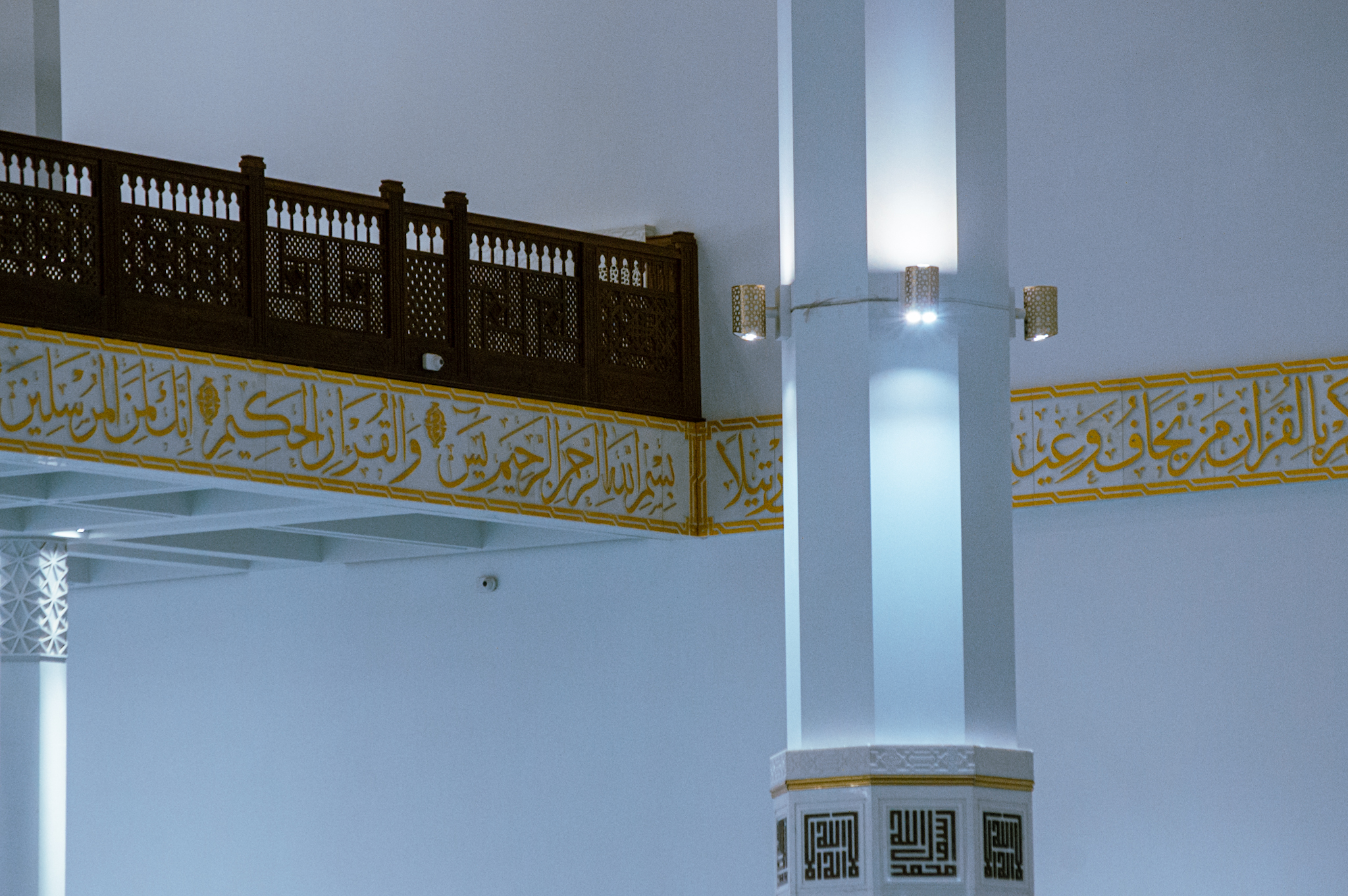
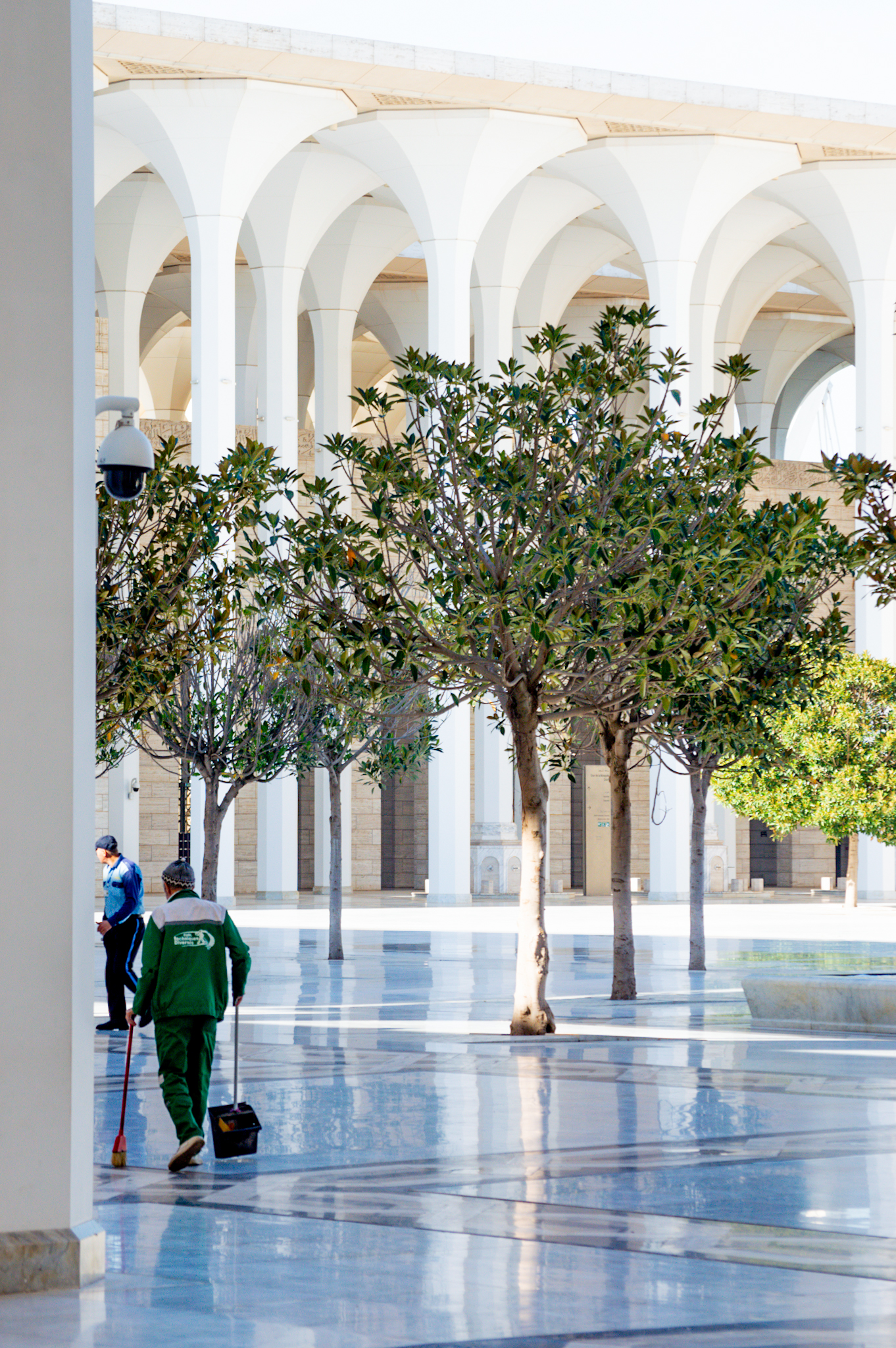

## الجماليات والعمارة
يضم الموقع مكتبة لحوالي مليون كتاب، وقاعة للمؤتمرات، وبيتا للقرآن، ومتحفا للفن والتاريخ الإسلامي، ومركزا للأبحاث عن تاريخ الجزائر.

## المنارة
تُعد منارة جامع الجزائر أو المئذنة أبرز معالم المكان، حيث صُممت بأسلوب مميز يجمع بين أصالة المآذن المغاربية والطراز الأندلسي والهندسة المعمارية الحديثة. تعد أطول مئذنة في العالم بارتفاع يصل إلى 265 مترًا، وتضم 43 طابقًا تؤدي فيها عدة وظائف، بدءًا من رفع الأذان إلى استضافة متحف الحضارة الإسلامية ومركز للأبحاث. لا تقتصر المئذنة على دورها الديني بل تمتد إلى وظيفة سياحية وعلمية مبتكرة، حيث يمكن للزوار الاستمتاع بمشاهد بانورامية رائعة للجزائر العاصمة عبر دوران 360 درجة. كما تقوم المئذنة بدور المنارة البحرية التي تساعد السفن في الوصول إلى سواحل الجزائر ومينائها. صُممت المئذنة من خمس كتل هندسية ترمز إلى أركان الإسلام الخمسة، وتعزز واجهتها المميزة الظلال والأضواء التي تضفي عمقًا وجمالًا على هيكل المبنى. بالإضافة إلى ذلك، توفر المئذنة للزوار حماية من العوامل الجوية بفضل تصميمها الزجاجي المميز. كما تضم المئذنة طوابق متعددة تشمل متحف الحضارة الإسلامية، مركزًا للأبحاث، استراحات، مطعمًا، ومنصات مشاهدة علوية.

### منصة المشاهدة
في أعلى المئذنة منصة للمشاهدة في المستويين (38) و (43)، السفلية متاحة للجمهور، أما العلوية البانورامية فهي مخصصة لكبار الشخصيات. ومنصة المشاهدة مغطاة بقبة مشربية، وتوفر إطلالة على الجزائر العاصمة والبحر الأبيض المتوسط بـ: (360) درجة دون عائق، وقد رسمت على حنيات هذه القبة نصوص قرآنية تظهر جمال فن الخط الجزائري. وتم إبراز الزوايا الأربع للمبنى بإسقاط يبلغ حوالي ستين (60) سنتمترًا من مستوى الواجهة، ويتميز الحجر الطبيعي الصافي الأملس بإفريز زخرفي عمودي مطحون. أما الجزء الوسيط للواجهة بين النوى التي تشكل نهاية المكعبات الخمسة، يتكون من 3 طبقات:
- أ – من الخارج طبقة من المشربية المثقبة من الخرسانة مسبقة الصب ومدعومة بالألياف للحماية من أشعة الشمس.
- ب – طبقة خلف الزجاج العازل الشفاف بحوالي خمسين (50) سنتمترًا كغلاف حراري، وهذان العنصران مصممان مسبقًا بارتفاع طابقٍ واحدٍ وإطارٍ واحدٍ عريضٍ، ويشكلان عناصر الواجهة المزدوجة.
- ج – ستارة داخلية تجمع بين الحماية ضد التوهج، والحماية من التعتيم، توفر للمكان الظل اللازم ومناخ العمل اللطيف بدون وهج.

## قاعة الصلاة

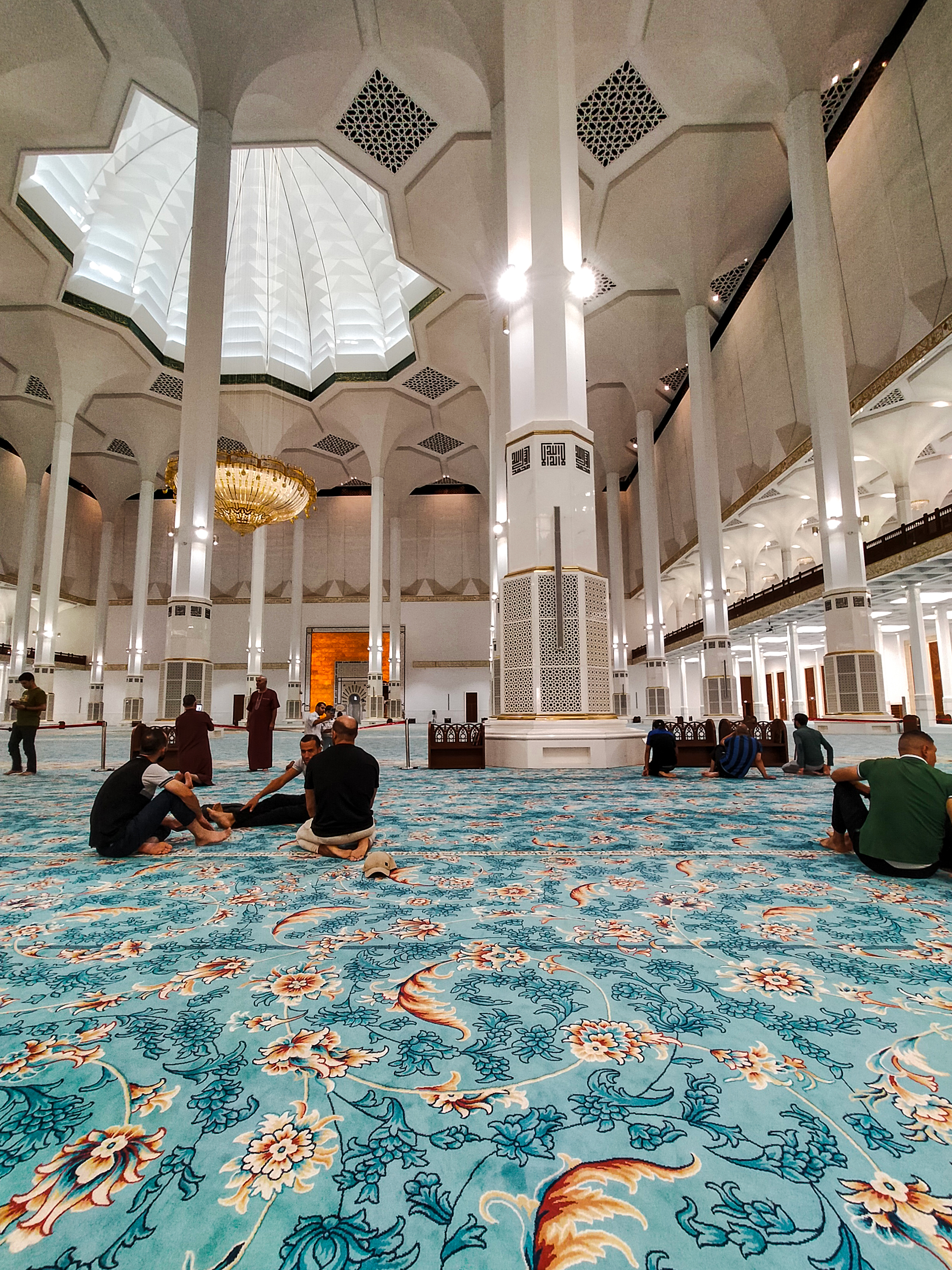
قاعة الصلاة.

إن فلسفة قاعة الصلاة بجامع الجزائر، بأبعادها الفريدة في العالم، هي خَلْقُ مساحة داخلية هادئة، يميزها الضوء الطبيعي الخفي غير المباشر، والمناخ الداخلي اللطيف، والديكور البسيط، الذي يترك انطباعًا دائمًا لدى زواره، ويوفر للمصلين مكانًا مخصصًا للصمت والتأمل. وتُضفي القبة المضاءة بشكل غير مباشر من الجانبين، ارتفاعًا مركزيًا وعموديًا لقاعة الصلاة – وهي فكرة كلاسيكية في المسجد. والصورة الخارجية هي نتيجة لاتفاق ثلاثي بين الجزء الحجري السفلي، وعناصر البناء الوسيطة المتداخلة، وقبة الزينة العلوية التي يبلغ قطرها حوالي خمسين (50) مترًا عند القاعدة.
تتكون الواجهة من مظروف حجري، تم تقليص تفاصيله، ومبني بواسطة طيات وأفاريز وبوابات مداخل ذات ديكورات زخرفية. والمدخل المركزي من الباحة إلى الفناء مصحوب بمستودعات أحذية مركزية. ويوجد في غرفة الصلاة منطقة وظيفية ثانوية في الجزء الشمالي والجنوبي، منها المداخل والمخارج، وأبواب مخارج الطوارئ، والسلالم المؤدية إلى الميزانين، والمستوى (S10)، والأعمدة الفنية، ومستودعات الأحذية. تبلغ مساحة غرفة الصلاة حوالي واحد (1) متر مربع لكل مصل، بما في ذلك مساحة الميزانين، ويمكن أن تستوعب حوالي ست وثلاثين ألف (36000) مصل. وتم تزيين جدران وسقوف مداخل قاعة الصلاة والفناء بزخارف جبسية منحوتة، بأيد حرفيين جزائريين موهوبين. كما تم استخدام العوازل الزلزالية وممتصات الصدمات لقاعة الصلاة، إذ ركز التخطيط لإنشاء قاعة الصلاة على تركيب مخمدات زلزالية بين نقاط الأساس، يتمثل دورها الرئيس في تبديد طاقة التشوه للمبنى، وأيضًا فإنه لكل نقطة أساس ممتص للصدمات مثبت تحت الدعائم مباشرة، حيث تتركز الأحمال. إن الجمع بين هذين النظامين ــ ممتص الصدمات والعوازل ــ يجعل من الممكن امتصاص الحد الأقصى، أي ما يقرب من (70 ٪) من الطاقات والحركات الزلزالية.

## الشُّرفة (السدة)
هي مصلى خصص للنساء، مرتفع في الطابق العلوي، مطلّ من خلف جُدُرٍ مشربيةٍ خشبيةٍ على قاعة الصلاة، طاقة استيعاب الشرفة ثمانية آلاف (8000) مصلية وبها نفس عناصر الراحة الموفّرة للمصلين الرجال.

### هندستها:
ترتكز هندسة السدة على ثمانين (80) عمودًا فطريًا مثمّن الأضلاع، مزخرف بنجوم ثمانية الرؤوس، أبوابها العشرين (20) خشبية منقوشة بزخارف هندسية ونباتية، وبها أبواب مزودة بعوارض مخرمة قصد التهوية وتلطيف الجو.

### الإضاءة:
تضيء الشرفةُ تسعا وثمانين 89 ثَرِيَّا مصغرة، مستوحاة من الثريّا المركزية الكبرى لقاعة الصلاة، وُزِّعَتْ بعناية تامة لتوفير إضاءة متجانسة وتناغم في محيط السدة، وتوفر القبة الداخلية بطياتها إضاءة طبيعية أيضا.

#### موقعها:
تدخل النساء إلى شرفة الجامع عبر مدخل واحد بثلاثة (3) طوابق من الدرج، إلى يسار المدخل الرئيسي لقاعة الصلاة الكبرى.
وزُين الدرج المصنوع من الرخام الخالص بصفين من الثريا الخارجية على طول بهو المدخل.

### القاعة الشرفية VIP:
خلف جدار القبلة بقاعة الصلاة، توجد مساحة فسيحة، يحتوي جزؤها الجنوبي على قاعة شرفية لكبار المسؤولين (VIP)، تتكون من طابق أرضي وآخر علوي، بينهما درج منحوت من الرخام الأبيض.

### البهو الأرضي:
يوجد في الطابق الأرضي بهو واسع للاستقبالات الرسمية، به مجسم يُعَرِّفُ بجامع الجزائر.
وتضفي الزخرفة الخزفية والأسقف العالية على المكان قمة الفخامة، يَتزيّنُ هذا الفضاء بلوحات بديعة من فن المنمنمات الجزائري.

### القاعة العلوية:
الأبعاد السخية والمساحة المنشرحة للقاعة الشرفية في طابقها العلوي، تساهم في تعريف الضيوف والوفود الرسمية بالجامع وتاريخ المحمدية في هدوء وطمأنينة، وهي مكان لإجراء المحادثات، جدرانها وأرضيتها من الرخام الأبيض.

## فضاء الإمام
يحتفي جامع الجزائر بأئمته، فهم محور دوران هذا الصرح الحضاري العلمي، لأجل تسهيل مهامهم، ويوفر فضاء الإمام المجاور للقاعة الشرفية في الجهة الشرقية خلف جدار القبلة، كامل ظروف الراحة ووسائل العمل.

### مبنى فخم:
يتواجد فضاء الإمام خلف قاعة الصلاة، ويتكون من ثلاثة (3) طوابق، قاعة الاستقبال، وجاءت على مستويين، معها مكتبة مجاورة تفتح عليها، أعلاها غرفة عمل كبيرة لمساعدي الإمام، ويقع مكتب الإمام في الطابق الثالث.

### الديكور:
ديكور المكان متميز جدا عن باقي مرافق الجامع، فهو كسوة كلية من قشرة خشبية ثمينة، تعلوها أفاريز خطية لآيات من القرآن الكريم، كتبت بخط الثلث، اعتمدت الإضاءة الطبيعية نهارا من خلال فتحات زينيثال.

### حديقة الإمام:
تمتد من الساحة بين القاعة الشرفية وجناح الإمام إلى ما يقابلها من حديقة، بجانبها نافورة مياه ضخمة، تتوسطها أزهار كثيرة غرست بمنتهى الدقة والعناية، تُضَاء ليلا بأنوار ملوّنة زادت المكان جمالا وإبهارا.

## بيوت الوضوء
تحتضن الأجنحة الشمالية والجنوبية المحاذية لصحن المسجد، الأماكن الخاصة بالوضوء، وتوجد قاعات أخرى للوضوء بالطابق السّفلي، كما توجد قاعات إضافية بجناحي فضاء الإمام والقاعة الشرفية مخصصة لكبار الشخصيات.

### حمّامّات أندلسية:
قاعات الوضوء بأسقفها المرتفعة التي تبلغ سبعة أمتار وفتحاتها الواسعة، تمكّن من ضمان الضوء والتهوية الجيدة.
تتميز بزخرفتها النباتية والهندسية على الخزف الموجود على جدرانها، ديكورها يذكِّر بالحمامات الأندلسية.

### دورات المياه:
دورات المياه تحوي كل واحدة ألف ومائتي (1200) مكان للوضوء، ومائتين وخمس وثمانين (285) حماما في الطابق السفلي.
مقاعدها من الرخام الخالص، تتوسطها نوافير ونفاثات للمياه تبث في المكان مزيدا من الانتعاش.

## المحراب
هو أهم عناصر قاعة الصلاة وقبلتها، يحاكي تصميمه محراب الجامع الكبير بتلمسان.
ارتفاعه (17.4) مترًا، وعرضه (16.9) مترًا، ينقسم إلى جزأين رئيسيين هما: الواجهة والكُوَّة.
وزُيِّنَ المحرابُ بزخارف الخط الكوفي والنباتات في جزئه الرخامي، أما المساحة العظمي فمن المرمر العسلي المضيء، ونقشت عليه أسماء الله الحسنى، كما تُميِّزه خمس (5) شمسيات، وتقاسيم هندسية، وعقد في جزئه السفلي.
يتكون محراب جامع الجزائر من عناصر إبداعية، كانت لها في الماضي وظيفة معمارية، إلا أنها أصبحت تستخدم كعناصر زخرفية في الطراز المغاربي الأندلسي، كالصنجات والأعمدة وغيرها، وقد أنجز المحراب على رخام ذي جودة رفيعة، منه الرخام العادي ومنه المرمر، ويمكن تقسيم المحراب إلى جزأين هامين:

#### الجزء الأول: واجهة المحراب:
يبلغ ارتفاع واجهة المحراب (16.90) مترا، وعرضها (17.40) مترا، وزعت مساحته على قسمين:
1- المساحة الخارجية المحيطة: مزينة بزخرفة كتابية بالخط الكوفي للآية (35) من سورة النور: ﴿ ۞ اللَّهُ نُورُ السَّمَاوَاتِ وَالْأَرْضِ ۚ مَثَلُ نُورِهِ كَمِشْكَاةٍ فِيهَا مِصْبَاحٌ ۖ الْمِصْبَاحُ فِي زُجَاجَةٍ ۖ الزُّجَاجَةُ كَأَنَّهَا كَوْكَبٌ دُرِّيٌّ يُوقَدُ مِن شَجَرَةٍ مُّبَارَكَةٍ زَيْتُونَةٍ لَّا شَرْقِيَّةٍ وَلَا غَرْبِيَّةٍ يَكَادُ زَيْتُهَا يُضِيءُ وَلَوْ لَمْ تَمْسَسْهُ نَارٌ ۚ نُّورٌ عَلَىٰ نُورٍ ۗ يَهْدِي اللَّهُ لِنُورِهِ مَن يَشَاءُ ۚ وَيَضْرِبُ اللَّهُ الْأَمْثَالَ لِلنَّاسِ ۗ وَاللَّهُ بِكُلِّ شَيْءٍ عَلِيمٌ﴾ [ النور: 35]
والزخارف النباتية بالمحراب، هي من أرقى الزخارف التي أبدعتها أنامل المزخرف الجزائري في القرن الثالث عشر في محراب مسجد سيدي بلحسن بتلمسان خلال حكم الدولة الزيانية، تلتها تشكيلة من أروع الزخارف الهندسية والنباتية، استعيرت من التراث الزخرفي الجزائري، وزعت فوقها زخارف كتابية، ونقشت أسماء الله الحسنى، ضمن أشكال دائرية مفصصة متناسقة، في شكل متزن رشيق، بخط الثلث بأسلوب بارز على مرمر عسلي بخلفية مضيئة.
2- تحتوي مساحة المحراب الداخلية على زخارف متنوعة، لم تطلها يد التغيير منذ نشأتها إلى يومنا هذا، وتنتمي إلى حقب مختلف السلالات التي حكمت الجزائر منذ القرن الثامن إلى القرن السادس عشر، هي في غاية الجمال ودقة الاتقان من الرشاقة والرقة، بل تعد من روائع الزخرفة الجزائرية، احتفظت ببصمات أندلسية وبفنيات معمارية قرطبية.

#### الجزء الثاني: المساحات الداخلية للمحراب:
وتتكون المساحات الداخلية للمحراب من العناصر الزخرفية التالية:

##### أ‌ – شريط الزخارف النباتية
هو شريط يفصل الساحتين الداخلية والخارجية للمحراب، وفي تصميمه تمت مراعاة مجموعة من القواعد والأسس التي تخدم أهداف التزيين والتجميل والحفاظ على النسق العام، كالتناسب والتوازن والتناظر والتشعب والتكرار العادي والانعكاسي.
يتخلل الجزء العلوي منه زخرفة كتابية (الحمد لله على نعمه) بالخط الكوفي الأندلسي الجزائري، التي قال عنها جورج مارسي “إنها تشبه تلك المستعملة في قصر الحمراء وقصر اشبيلية، أنجزت ببراعة لا يمكن تجاوزها”، ويُقصد بها الزخارف الكتابية التي زين بها محراب مسجد سيدي بلحسن تلمسان 1296 م. أما الجزآن الجانبيان: الأيمن والأيسر فقد زيّنا بعبارة “ولا غالب إلا الله” بخط النّسخ الأندلسي، تتكرر 4 مرات.

##### ب‌ – الشمسيات
الشمسيات لا تختلف في العمارة الإسلامية عن القمريات إلا في الشكل، فهي نوافذ وشبابيك، عرف المستدير منها بـ (القمرية) وغير القمرية بـ (الشمسية) وتتخذ من رخام أو حجر أو جص أو خشب، مفرغة بمختلف الزخارف الهندسية والنباتية والخطية، لها مهمتان في العمارة الإسلامية:
الأولى جمالية تزيينية، والثانية معمارية، تسمح بدخول النور إلى المباني، من خلال الخروم المغطاة بالزجاج الملون، والتهوية وتلطيف الجو، في حال عدم تغطية الخروم بالزجاج.
ومن هنا نشأت علاقة وظيفية مزدوجة قوية، بين قيم عديدة: جمالية ونفعية قد يطغى فيها الجانب الجمالي على الجانب النفعي.
ويحتوي جامع الجزائر على خمس شمسيات ثلاثة منها مزينة بزخارف هندسية لنجمة، والبقية مزينة بزخارف نباتية محورة من أشكال أوراق النباتات المختلفة، في خطوط تجريدية بسيطة غير مخرومة (عمياء)، ينحصر دورها في التحميل والتزيين فقط، وعددها الإجمالي (5)، والذي يرمز إلى عدد الصلوات الخمس المفروضة وإلى أركان الإسلام، كما هو معمول به في الطراز المغاربي الأندلسي وخاصة في المساجد الكبيرة الجامعة.

##### ج- الشريط الثاني للزخارف الكتابية:
يتكون شريط الزخارف الكتابية من ثلاثة مستطيلات، تضمنت زخرفة خطية، بخط الثلث، ﴿قَدْ نَرَىٰ تَقَلُّبَ وَجْهِكَ فِي السَّمَاءِ ۖ فَلَنُوَلِّيَنَّكَ قِبْلَةً تَرْضَاهَا ۚ فَوَلِّ وَجْهَكَ شَطْرَ الْمَسْجِدِ الْحَرَامِ ۚ وَحَيْثُ مَا كُنتُمْ فَوَلُّوا وُجُوهَكُمْ شَطْرَهُ ۗ وَإِنَّ الَّذِينَ أُوتُوا الْكِتَابَ لَيَعْلَمُونَ أَنَّهُ الْحَقُّ مِن رَّبِّهِمْ ۗ وَمَا اللَّهُ بِغَافِلٍ عَمَّا يَعْمَلُونَ﴾ [البقرة: 144] وهي مؤطّرة بزخارف هندسية متقاطعة بأسلوب بديع.

##### د- عقد المحراب:
ينتفخ المحراب بواسطة عقد متجاوز على شكل حدوة فرس، مزيّن باطنه بأنصاف دوائر صغيرة متشابكة مكونا بذلك عقدا صدفيا متجاوزا، ويعتبر من بين العقود التي ظهرت في قصر الحمراء خلال القرن الرابع عشر، أمثال العقد المقرنص ذي القوقعات.
وقسمت مساحة العقد إلى خمس وعشرين صنجة متباينة الأحجام، مزينة بطريقة تناوبية: جزء منها مزين بزخارف نباتية، والجزء الآخر مزين بزخارف هندسية لنجمة ذات 8 ونجمة ذات 9، وإذا جمعنا العددين حصلنا على عدد 17، وهو عدد الركعات التي يؤديها المسلم يوميا في الصلوات المفروضة.

##### ج- ركنيات المحراب:
زينت ركنيات المحراب بدقة متناهية، تشتمل على ركني عقد المحراب. وقد أوليت اهتماما كبيرا من جانب التصميم الزخرفي، حيث زينت بزخارف نباتية مستوحاة من الزخارف النباتية التي تزين ركني عقد مدخل مسجد المنصورة تلمسان 1299م.
ويرتكز عقد المحراب على عمودين رُخاميين يعلوهما تاجان أندلسيان من نفس الصنف، وهما من أروع التيجان التي أبدعتها أنامل المزخرف الأندلسي بقصر الحمراء منذ القرن الثالث عشر، وهو تاج في غاية التناسق والانسجام، مزيّن من الأسفل بصفّين من زهرة “الأكانتس”، ويحمل في وسطه زخارف نباتية حلزونية متناظرة تتوسطها زخرفة كتابية بالخط الكوفي المتناظر لكلمة “يمن”.

## المنبر
هو من أضخم المنابر في العالم حجما وشكلا، استلهم تصميمه من منبر الجامع الكبير بالجزائر العاصمة، ومنبر صلاح الدين الأيوبي بالمسجد الأقصى المبارك. صُنع من خشب البلوط الإفريقي الرفيع، وزُيِّن بالصدف الطبيعي. ونُحِت بزخارف هندسية بها نجمة ثمانية، تعلوه قُبَيبَة مزخرف، كُتب على جنبيه بخط الثلث الأندلسي، عبارات “الملك لله” “العزة لله” “القدرة لله”. له خاصية الإخفاء في الطابق السفلي. وهو منبر متنقل ينتمي إلى الطراز المغاربي الأندلسي يجمع بين التراث والحداثة مزود بنظام آلي للحركة صعودا ونزولا من حجرة أرضية طولها 7.5 م وعرضها 2 م وارتفاعها 5 أمتار. يُعتبر من بين أضخم المنابر من حيث الحجم والشكل إذ يبلغ عرضه متران، أما طوله وارتفاعه فيبلغ كل منهما 7.5 أمتار، وقد صنع من خشب الزّان والأبنوس.
استُلهم تصميمه من الجامع الكبير بالجزائر الذي بناه المرابطون سنة 1097، ومنبر المسجد الأقصى المبارك والمعروف بمنبر صلاح الدين الأيوبي، الذي صنع في حلب بأمر من الملك العادل نور الدين محمود بن زنكي سنة 1168 قبل تحرير الأقصى بتسعة عشر عاما. يحتوي المنبر على عدة درجات محفوفة من الجوانب بعارضتين متصلتين، وبمدخل ينفتح بواسطة عقد حذوي تعلوه زخارف بالمُقرصنات. واجهة العارضتين الجانبيتين مزينة بزخارف نباتية وهندسية وخطية كتبت عليها بخط الثلث الأندلسي عبارات “الملك لله” “العزة لله” “القدرة لله”، والمنبر مرصع بالصدف الطبيعي، إلى جانب شمسيات عمياء تحمل زخارف هندسية زينت واجهة كرسي الإمام بعقد نصف دائري مزين بزخارف هندسية حلزونية. والمنبر متوج بقبيبة مزخرفة بزخارف نباتية، محصورة بها من الأعلى شرفات مسننة مزينة بزخارف نباتية وأزهار.

## السجاد

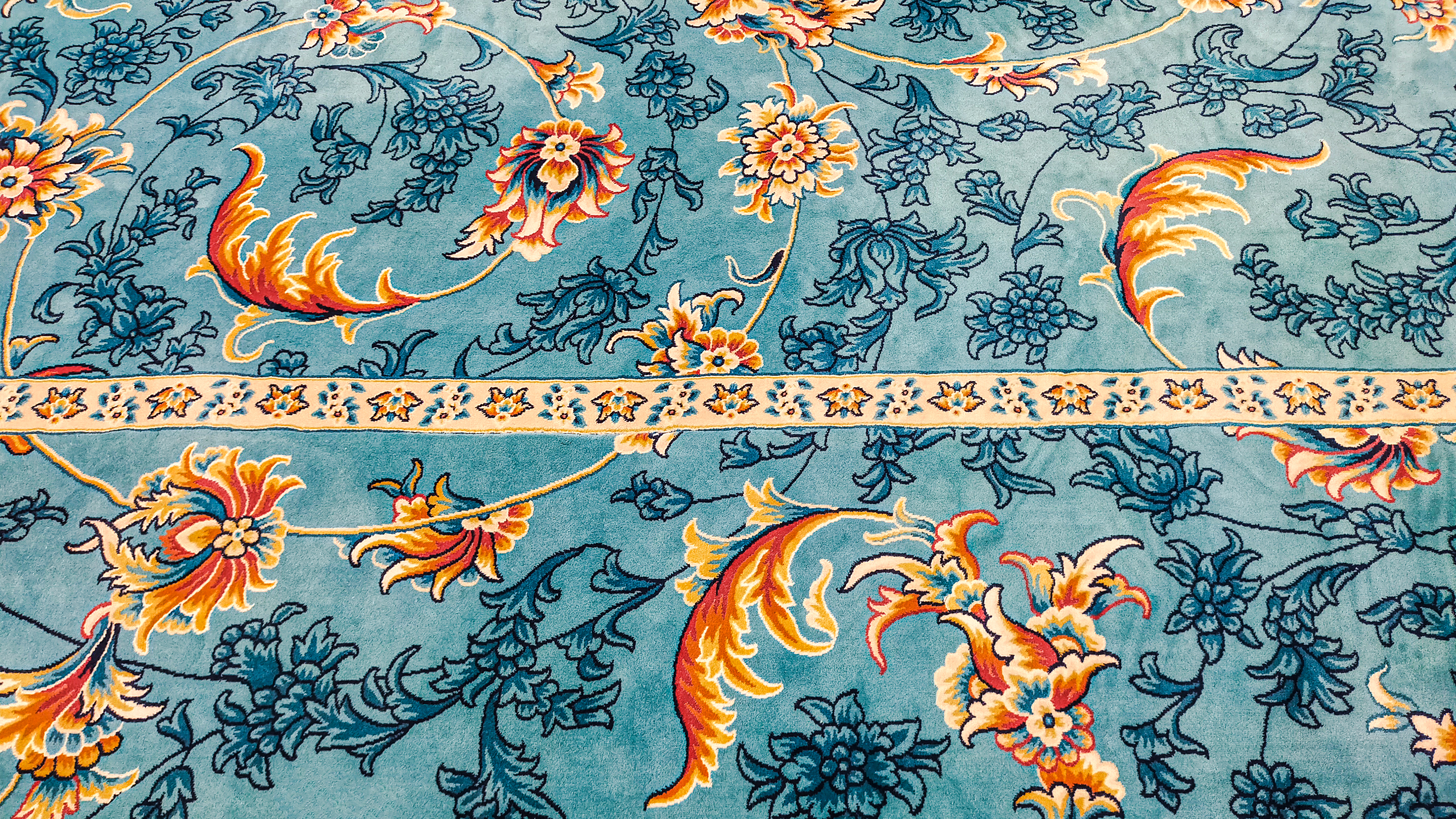
السجاد

فُرِش جامع الجزائر، بسجاد فيروزي فاخر، مساحته 27 ألف متر مربع، صنع من أجود الخامات في العالم. أُنجز السجاد بتصميم وحيّاكة جزائرية خالصة، وحيك بكثافة مليون نقطة في المتر المربع وبسمك 13 مليمترا، وهذه الخصائص توفر منتهى الراحة للمصلين. وزخرفة السجاد من الرسومات الزهرية الأندلسية، تتوسطها قلادة مركزية مساحتها 1600 متر مربع، تحيطها تصاميم مصغّرة للزربية الجزائرية العريقة. يوجد منها بالجامع أشكال مختلفة ترمز لـ 29 منطقة من الوطن.

## الثريا المركزية
بشكلها الدائري المُبهر في الفخامة وحجمها اللافت، تتربع الثرية المركزية لقاعة الصلاة بجامع الجزائر على عرش ثريا المساجد عبر العالم. فهي الأكبر حجما والأجمل بإضاءة هادئة تعتمد الانعكاس الضوئي على الزجاج.

#### مواصفاتها
قطرها 13.5 متر وارتفاعها 4.5 متر، تزن 9.5 طنا. صنع هيكلها من الفولاذ الصلب وطليت بكاملها بالذهب الخالص من عيار 24 قيراطا. رصعت من كل جوانبها بـ 375 ألف قطعة بلور من نوع “شواغوفسكي”.

#### تصميمها
صممت الثرية المركزية على شكل مِسبحة ذات 33، برقم تسبيح المسلمين. كُتبت الباقيات الصالحات بزخرفة خطية أعلى أجزائها وبالتناوب “سبحان الله وبحمده.. سبحان الله العظيم”. تعلوها تيجان مذهّبة وتتدلى منها أقراط.

#### إضاءتها
من أسرار جمالها أن الثرية لا تضيء.. بل إنها مضاءة من الأعلى بثمانية كواشف إنارة. تستقبل البلورات الضوء وتعيد نشره ومضاعفته داخل قاعة الصلاة، مما يضفي مزيدا من السكينة والطمأنينة لدى المصلين.

## الحدائق
تُزَيِّن جامع الجزائر حديقة هندسية، مساحتها 000 170 متر مربع، تتوسط جنبي الجامع الشمالي والجنوبي، غُرست بها أشجار جاء ذِكرها في القرآن الكريم، مثل التين والزيتون والرماّن، ونباتات عطرية أخرى ذات روائح زكية، على غرار السدر والزعتر وإكليل الجبل، كما توجد أنواع من الورود بين مربعات الحديقة، مثل الورد الجوري والورد الدمشقي والياسمين الأصفر.
وجود كل هذه المساحات للحدائق بجامع الجزائر، لم يكن صدفة ولا اعتباطا، بل محاكاة لحضارة المسلمين في الأندلس، حيث ازدهرت الحدائق الغنّاء وسط الساحات المربعة لقصورهم والمساجد، وأضافت نوافير المياه المُضاءة ليْلا مزيدًا من الروْنقِ والجمال على الأشجار، فصارت جِنان جامع الجزائر آية في الجمال.
يسمى أهم جزء من هذه المساحات الخضراء، الحديقة الموضوعاتية، حيث عكف المهندسون الزراعيون ومصممو الحدائق، على ملاءمة نباتات كل جزء من هذه الحديقة مع موضوع واحد مثل: حديقة الظلال والحديقة البيضاء وحديقة غرناطة، وتضم الحدائق مختلف أشجار الحمضيات المعروفة في منطقة البحر الأبيض المتوسط مثل: البرتقال والبرتقال المرّ والليمون.

#### زيتونة القدس
فلسطين في قلب الجزائريين وبتراب جامعهم أيضا.. فقد نُقلت ثلاث شجيرات زيتون في تراب قدسي، من ساحة الأقصى الشريف إلى حديقة جامع الجزائر، وغَرسها عميد جامع الجزائر الشيخ محمد المَأْمون القاسمي الحَسني رفقة قادة فلسطينيين، يوم أول نوفمبر 2022، بمناسبة انعقاد قمة جامعة الدول العربية بالجزائر، والذي تزامن أيضا مع ذكرى اندلاع الثورة التحريرية عام 1954.

#### الحديقة الشرقية
حديقة المُتنزه الشرقي، بمحاذاة مبنى العمادة، حمّلت رسالة قوية للتاريخ، فقد ضَمّت أشجار نخيل عمرها نحو قرنين من الزمن، أُبُقيت قائمة من زمن احتلال الكنيسة للمكان خلال عهد الاستعمار الفرنسي، فهذه النخلات تحقق مبدأ عظيما في الإسلام وهو عدم الإفساد في الأرض، كما تبث، وهي باسقات روحا جزائرية مفادها “نتجاوز ولا ننسى”، فضلا عن أنها تتحقق فيها آية من آيات الله في ملكه: “والله متم نوره ولو كره الكافرون”.

#### حديقة الإمام:
في ساحة القاعة الشرفية وجناح الإمام، تمتد حديقة غنّاءٍ مزينة بالأزهار البيضاء والملوّنة، سمّيت “حديقة الإمام”، رفعة لشأن الإمام واحتفاء به في هذ الصرح الفريد.
وبهذه الحديقة نافورة مياه ضخمة تُضَاء ليلا، فتُبهر بأنوارها الملوّنَة وهي أكثر مساحة توجد بها أزهار.

## القبة
تُوّجت قاعة الصلاة بجامع الجزائر بقبة عظيمة تظهر من بعيد، ذات جدارين، قبة داخلية وأخرى خارجية زادت الشكل العام فخامة، ويعلوها جامور طُلي بورق الذهب، أضاف لمسة إبداع لشكل المقرنصات.

#### القبة الخارجية
يبلغ قطر الجدار الخارجي حوالي 50 مترًا، وارتفاعها 27 مترًا، وتبعد عن سطح الأرض بحوالي 44 مترًا، وتتكون من عناصر مصنوعة من خرسانة مسلحة بالألياف مطلية على شكل أوراق شجر.

#### القبة الداخلية
يبلغ قطر الجدار الداخلي 39 مترًا وارتفاعه إلى 20 مترًا، يتكون من طيّات وثنايا مزودة بفتحات تسمح بمرور الضوء الطبيعي بشكل غير مباشر وتعديله داخل قاعة الصلاة، وهي نفسها زخرفة القبة من الداخل.

#### الجامور
بارتفاع يقدر بـ 7 أمتار، يحوي الجامور مجموعة زخرفية تتكون من عمود تنتظم فيه ثلاث كرات ذهبية مختلفة الأحجام، ويعلوه هلال وجه طرفاه إلى القبلة، ووُضعت في وسطه قطعة معدنية لالتقاط قوة الصواعق.

## الأبواب
مداخل جامع الجزائر الرئيسية أربعة (4)، تحمل أسماء لأحقاب تاريخية مرت عليها الجزائر، وهي باب المحمّدية نسبة لاسم المنطقة التي شُيّد بها الجامع، باب النصر ويمثل انتصار الجزائر على المستعمر، باب الفتح، وباب المصالحة نسبة لميثاق المصالحة الوطنية.
وعدد أبواب جامع الجزائر في الفضاء المسجدي 236 باب، وهي تحف فنية زخرفية حجمها ضخم، صُنعت من أرقى أنواع الخشب وزخرفت في طراز جزائري بتقنيات الأسلاف عن طريق النقش والحز والحفر.

#### المدخل الرئيسي
أبواب المدخل الرئيسي لقاعة الصلاة ثلاثة (3)، مقوّسة، من دفتين مصفحتين بالنحاس، ارتفاعها 12 مترا وعرضها 8 أمتار، تزن الدفة الواحدة 9.5 طن، زُوّدت بمحركات تسيير مركزي للتحكم عن بعد.

#### الأبواب الداخلية
عدد الأبواب الداخلية لقاعة الصلاة 134 باب، منقوشة بطريقة مبهرة على خشب البلوط الصلب، ومنحوتة بزخارف هندسية ونباتية، جُهّزت بأنظمة مضادة للذُعر يتم فتحها أوتوماتيكيا في حالة الطوارئ.

#### الأبواب الخارجية
عدد الأبواب الخارجية 102، وهي مغطاة بصفائح النحاس المنقوش أو المضغوط، ملئت فراغاتها العمودية بزخارف نباتية متشابكة وزخارف خطية كتبت بالخط الكوفي الأندلسي.

بعض البوابات الداخلية
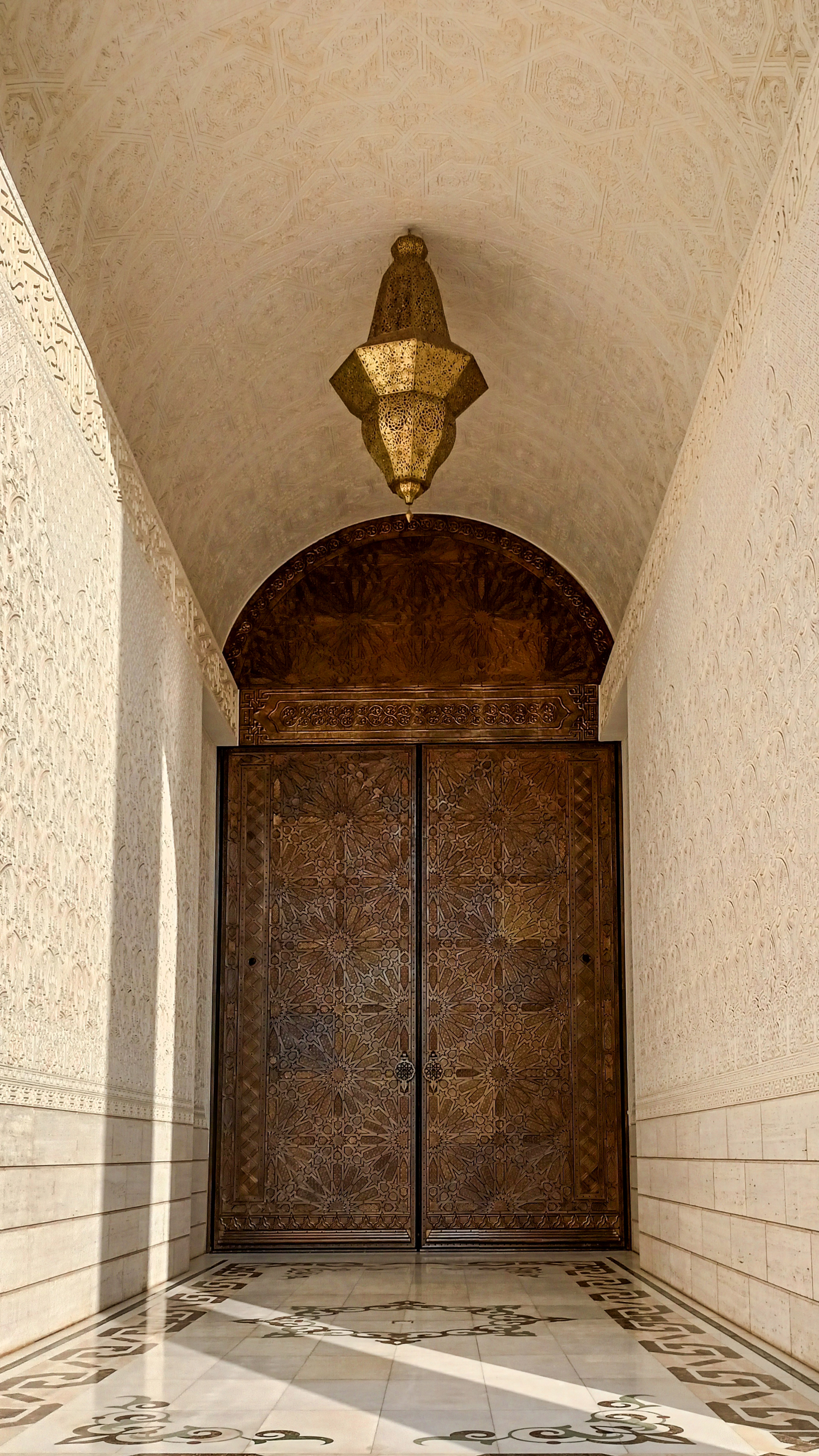
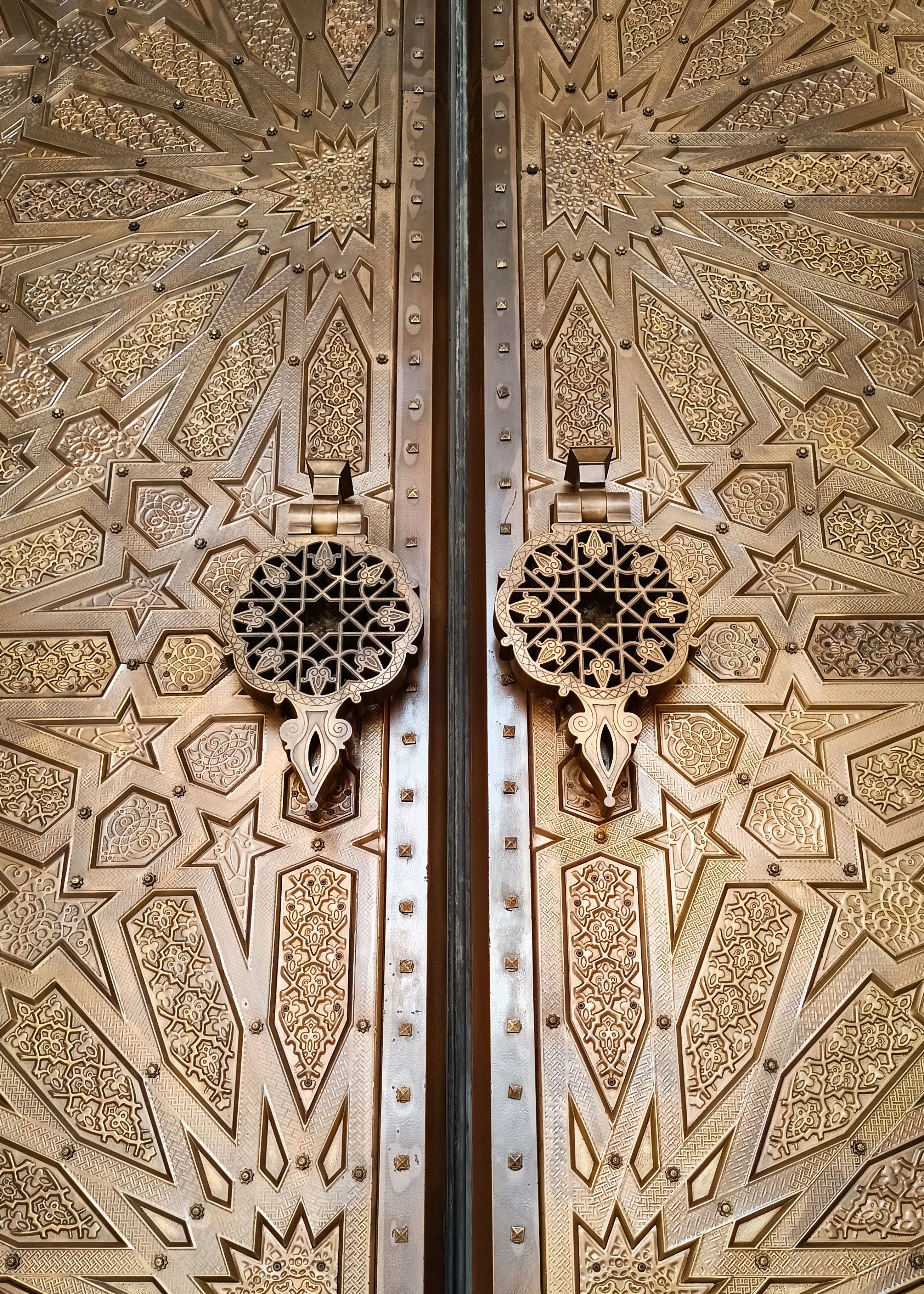

## الزخرفة وفن الخط
يحتوي جامع الجزائر على ما يقرب من 6000 متر من الخط، موزعة على المباني المختلفة للمُجمّع، وعلى عدة دعامات، وهي الحجر الطبيعي الترافرتين والرخام ولكن أيضًا على الخشب والجص. تم اختيار النصوص القرآنية، أحاديث الرسول (صلى الله عليه الله سلم)، بالإضافة إلى الاقتباسات الأخرى التي وضعتها لجنة كانت مهمتها اختيار النصوص، والتحقق من كتابتها من قبل الخطاطين والتحقق من صحتها، وكذلك التحقق من العمل بمجرد تثبيته في الموقع. والزخرفة بجامع الجزائر لم توجد لغرض الزينة فقط، فهي أيضا لتوثيق التراث الإسلامي الجزائري والحفاظ عليه، ونقله للأجيال ما بقي هذا الصرح الحضاري قائما. وقد ساهم ثلة من الحرفيين المغاربة في الزخرفة والنقش لما يتميز به هؤلاء من دقة واحترافية عالية النظير
بالجامع أكثر من 50 لوحة منمنمات بالقاعة الشرفية وببوابات قاعة الصلاة وبيوت الوضوء، مثلما كانت حمامات الأندلس، وقد اختير مكانها لتكون في طريق جمهور المصلين. وأبدع رسامو لوحات الجامع في رسمها، فبعضهم كان تلميذ محمد راسم، أبو فن المنمنمات ومؤسس المدرسة الجزائرية ورائد النهضة الحديثة في العالم، فهو من رفع هذا الفن الجزائري إلى العالمية، بعدما ترسَّخ عبر العصور الإسلامية ببغداد وسمرقند وبلاد فارس والقسطنطينية. والمنمنمات رسم دقيق كثير التفاصيل والزخرفة، ظهر للوجود مع تطور الحضارة الإسلامية، حين احتاج الكتاب في مجال الطب والعلوم صورا تشرح كتاباتهم، فاستعانوا برسامين جسدوا رسومات جسم الإنسان وعمليات التشريح بتفاصيل متناهية الدّقة، وفي مساحات صغيرة جدا لم تتعد صفحة الكتاب، وتطور هذا الفن بعدها ليصوّر حياة الناس ويومياتهم بتفاصيل دقيقة جدا. يرتكز رسم المنمنمات على المساحات المسطّحة واستخراج التفاصيل الدقيقة مع زخرفة نباتية حاضرة بقوة، وألوان حارَّة صاخبةٍ وكثير من خطوط الذهب، تماما مثلما هو مجسّد في لوحات جامع الجزائر.

## تحف نحاسية
للنحّاس مكانة خاصة في زينة العمارة الإسلامية، فلم تخل بناية ولا قصر ولا مسجد إلا وتزيّن بمصنوعات من نحّاس، سواء داخل جنباته أو على واجهاته الخارجية. وجامع الجزائر لم يشذّ عن هذه القاعدة، رغم هندسته العصرية، فروح العمارة الاسلامية تجسّدت على بواباته الشاهقة التي غلّفت بالنحاس العتيق في طابع إسلامي بديع، حيث تظهر وهي مصطفّة بشموخ وكأنها من زمن بعيد. وبالنحّاس صُنعت مقابض الأبواب ومِقرعَاتها الضخمة ذات الوزن الثقيل، التي تحاكي مقّرعات الحصون والقلاع، ويكفي الوقوف أمامها وتأمُّل إبداع الحرفيين الذين صنعوها لنعرف أن هذا الإرث لا ينبغي أن ينقطع من عمارة المسلمين ومساجدهم. وثُريا النحّاس والفوانيس، تنتشر هي الأخرى في ربوع الجامع، بين قاعة الصلاة وصحنها، إلى قاعة كبار الشخصيات وبيوت الوضوء، والهدف هو ضرورة حضور هذا العنصر المهمّ في ديكور العمارة الإسلامية، فأينما عُلّقت الفوانيس اشرأبت إليها الأعناق لتتحسس جمالها وتغازل دقة صنعها، فتبارك من ألهم صانعيها.

## الأعمدة
يتميز جامع الجزائر بأعمدته المنتشرة في كل مكان وعددها 618، وقاعة الصلاة ترتكز على أعمدة فطرية ذات تيجان مثمنة الأضلاع، مزخرفة بنجوم ثمانية الرؤوس، يقدر عددها بـ 32.

### التهوية
صُنعت أعمدة قاعة الصلاة من خرسانة مسلحة بيضاء عالية الجودة بأسفلها دعائم رخامية مزخرفة مخرّمة تحتوي على شبكات للتهوية، وتتوزع باقي الأعمدة وعددها 80 عمودا في كامل أرجاء قاعة الصلاة.

### مياه الأمطار
تم تصميم هذه الأعمدة أيضا لتجميع مياه الأمطار من الأسطح، وتوجيهها إلى الخزان الرئيسي، من خلال قنوات متكاملة تسمح بإعادة تدويرها وتجعل المشروع مستداما للغاية.

## الخصائص التقنية للبناء
جامع الجزائر مبنِي فوق أرضية جيولوجية مليئة بالرواسب السطحية، لكن هذا المعطى التقني لم ينفلت من حساب الخبراء القائمين على المشروع، وصُمّمت البنايات بهندسة عالية المواصفات لمواجهة هذه التحديات.

### نظام العزل الزلزالي
المبنى يرتكز على دعامات وأسس تخضع لحسابات تقنية علمية مدروسة بأنظمة عزل زلزالي حديثة.
استخدم هذا النظام في أساسات قاعة الصلاة، حيث يكمن دوره في امتصاص الطاقة الزلزالية بنسبة 70% لتحفظ المبنى سليما بإذن الله.

### ممتصات ومخمِّدات الصدمات
تحت قاعة الصلاة وبالطابق تحت أرضي، يوجد 246 عازل و80 ممتصا ومُخَمِّدا للصدمات موزعة على كل مساحة قاعة الصلاة، مما يجعله ملجأ للطوارئ في حالة حدوث الزلزال.

### ابتكار تقنيات
التعقيدات المعمارية والتقنية للمشروع، تطلبت ابتكارات قامت بتطويرها شركات الإنجاز، وأُسس المنارة تطلبت تقنيات معقدة اعتمدت على أسس علمية وتقنية مبتكرة وجد حديثة.

#### تكنولوجيا الأبراج العملاقة
تطَلَّب بناء المنارة استخدام تكنولوجيا الأبراج العملاقة، وترتكز أسسها على دعائم في أقفاص فولاذية ضخمة صُبت عليها خرسانة مسلحة بعمق 48 م لتحمل ثقل وعلوها الممتد بـ 265 م فوق سطح الأرض.

## الأحواض المائية
في محيط جامع الجزائر مساحة تقدر بـ 4000 متر مربع من المسطحات المائية والنوافير تجعل المجمع كله منتعشا، تتحوّل هذه الفضاءات الشفافة في صمت الليل إلى تحفة مائية غاية في الروعة والإبداع، تضمن جوا مريحا خاصة في حر الصيف.

### في الساحات والحدائق
تتوسط صحن المسجد 4 أحواض مائية محاطة بالأشجار المظلّلة، وأحواض مضاءة ليلا سعتها 75 متر مكعب بالفناء الخارجي للمجمع غربا، وتُزَيِّن الحديقة الإسلامية للمركب أحواض ونوافير كثيرة تبث السكينة وتدعو للتأمل والخشوع.

### التشغيل والمعالجة
النوافير مزوَّدة بأحدث التقنيات في التشغيل، يُمكن زيادة غزارة المياه وتعديلها حسب درجة قوة الرياح، كما يمكن تشغيلها وبرمجتها آليا، وأيضا توقيفها بالوقت المراد، وزُوِّدت النوافير بنظام معالجة المياه.

### الإضاءة بالألوان
هي لمسة جمال إضافية تُميِّز نوافير جامع الجزائر، ففي حديقة الإمام توجد نافورة من الحجم الكبير، فيها نفاثات للمياه الغزيرة، تُضاء ليلا بالألوان لتنافس بهاء الورود والأزهار المحاطة بها.

## جامع الجزائر صديق للبيئة
أولِيت في إنجاز جامع الجزائر أهمية كبرى للحفاظ على البيئة، من خلال تركيب الألواح الشمسية لإنتاج الكهرباء للمجمع، ويقوم نظام تجميع المياه المستعملة بمعالجتها بالتكنولوجيا الحيوية. وبهدف التقليل من استهلاك الطاقة، أُنشئت على مستوى سطح المركز الثقافي، ألواح كهروضوئية تمكّن من إنتاج 30 % من الطاقة الكهربائية لتشغيل المبنى، وتُوفّر ألواح الطاقة الشمسية الماء الساخن لمبنى دار القرآن، كما توجد أعمدة كهروضوئية تنير فضاء الإمام والحديقة ليلا. ولجامع الجزائر نظام ذكي يقتصد الماء، فالأعمدة التي ترتكز عليها معظم المباني خصصت لتجميع مياه الأمطار وتوجيهها نحو خزّان تحت-أرضي، سعته 6500 متر مكعب تستعمل للوضوء والسقي، كما تتم تصفية المياه المستعملة لإعادة استعمالها في الصرف الصحي. ونظام الإنارة داخل الجامع، بما فيه قاعة الصلاة، هو نظام اقتصادي، وكذلك نظام تشغيل النوافير الذي لا يسمح بتبذير المياه ولا الطاقة.

## موقف السيارات
يحتوي الجامع على موقف كبير للسيارات مختلفة الأحجام، مؤلف من طابقين تحت أرضيين يقعان تحت الفناء الخارجي، ويمتدان إلى الجزء الغربي من الحديقة الجنوبية لجامع الجزائر، بطاقة استيعاب 4000 سيارة ومساحة 14 هكتارا.
باحتوائه على ثلاثة مداخل وثلاثة مخارج أخرى، يُسيّر مرآب السيارات لجامع الجزائر بأحدث التقنيات والتكنولوجيات المعمول بها دوليا، كنظام الدفع الآلي والعادي لتذاكر الدخول، كما هو مزود بأحدث كاميرات المراقبة والتوجيه في حالة حدوث الطوارئ.
أما النظام الثاني، فهو لتسيير حركة السيارات داخل موقف السيارات عن طريق كواشف ولوحات ضوئية توضيحية تنبه الزوار في حالة الاكتظاظ، وتوجههم للأماكن الشاغرة في باقي المواقف لركن السيارات في ظروف آمنة، مع وجود مكتب للحماية المدنية للتدخل في حال التبليغ عن حوادث. وموقف السيارات لجامع الجزائر مقسم إلى أربعة أجزاء، كل جزء بلون معين لتسهيل دخول وخروج السيارات دون حوادث.

## وصلات خارجية
- الموقع الرسمي لجامع الجزائر
- تشييد أطول مئذنة مسجد في العالم بالجزائر
- الجزائر- مسجد الجزائر الأعظم│ أكبر مسجد في العالم بعد الحرمين الشريفين على يوتيوب.